# Villa

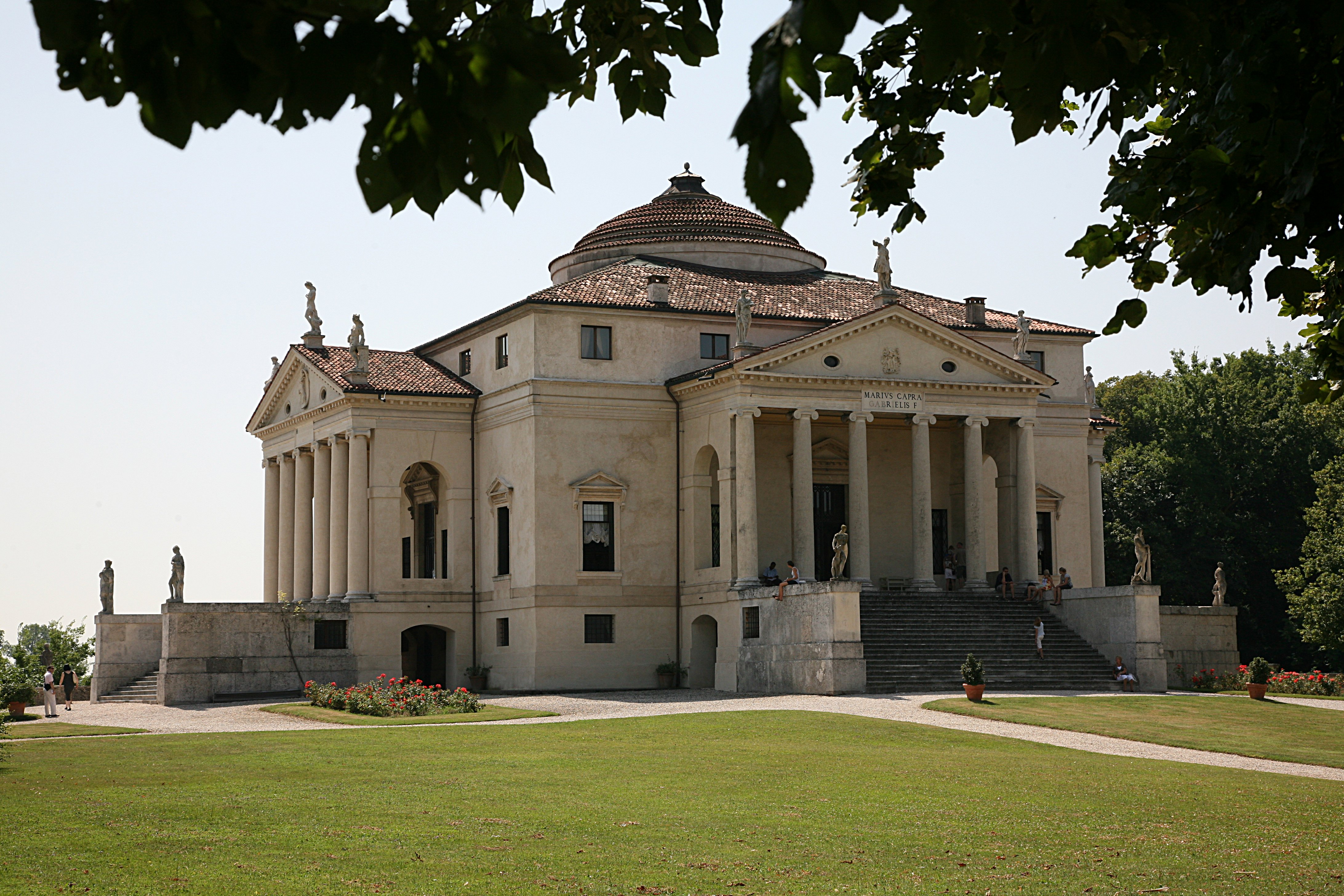
Renaissancevilla La Rotonda (1567–1591) von Andrea Palladio

Mit Villa (lateinisch für „Landhaus“, „Landgut“) wurde ursprünglich ein römisches Landhaus und Herrenhaus des Landeigentümers bezeichnet. Auch in der Renaissance war die Villa ein repräsentativer Landsitz der herrschenden Schichten.
Im 19. Jahrhundert wurde die Bezeichnung auf das freistehende Haus des Großbürgertums übertragen, das oft am Stadtrand oder in Villenvierteln errichtet wurde. Anschließend wurde der Begriff Villa zur verallgemeinernden Bezeichnung für anspruchsvolle Einfamilienhäuser.
In einzelnen Regionen waren darüber hinaus auch für Mehrfamilienhäuser zusammengesetzte Begriffe wie Mietvilla (z. B. im Raum Dresden, bezugnehmend auf die villenartige äußere Gestalt) oder Etagenvilla (z. B. in Leipzig, bezugnehmend auf die villenartig großzügig geschnittenen Etagenwohnungen) üblich. In jüngerer Zeit wird die Bezeichnung Stadtvilla allgemein für Wohnbauten mit gehobener Ausstattung verwendet – sowohl für freistehende Mehrfamilienhäuser als auch für Einfamilienhäuser in städtisch-dichter geschlossener Bebauung.

## Allgemeines
Die Bezeichnung Villa stand ursprünglich für ein vornehmes Haus auf dem Lande. Im Gegensatz zu Bauernhöfen dienten Villen allerdings nur selten landwirtschaftlichen Zwecken, und deren Besitzer hatten ihren Hauptwohnsitz häufig in einem Stadthaus. Die italienischen Villen der Antike und Renaissance bildeten als Landsitze des Stadtadels ein Pendant zu deren Stadtpalästen. Die Villenkultur hat seit der Antike ihre Tradition. Bereits Plinius der Jüngere (61–113 n. Chr.) zog das zurückgezogene Leben auf dem Lande dem Stadtgeschehen vor. Im Arabaisch-Indisch-Persischen Raum findet sich eine Entsprechung in den – auch lautlich verwandten – Haveli.
Eine Villa gilt als Ausdruck repräsentativer Wohnkultur und verfeinerter Lebensart, der Ausdruck ist entsprechend positiv besetzt. Daher wird der Ausdruck Villa oft auch als Synonym für andere Gebäudeformen verwendet: So werden Herrenhäuser als Mittelpunkt von landwirtschaftlichen Gütern oder kleinere Schlösser nicht selten als Villa bezeichnet. Eine spezielle Form ist etwa die Bädervilla in Seebädern an der Küste.
Daneben bezeichnet Villa im Wortgebrauch aber – wie auch das deutsche Gut – das ganze Landgut, und aus dem Wort bildeten sich die späteren romanischen Ortsnamen auf Ville (frz.) und Villa (span., pt.).

## Kretisch-Minoische Kultur
Ein großes, prunkvoll ausgestattetes Landhaus der minoischen Kultur, das einem hohen Würdenträger oder einem reichen Bewohner gehörte, wird als Villa bezeichnet.

## Römisches Reich

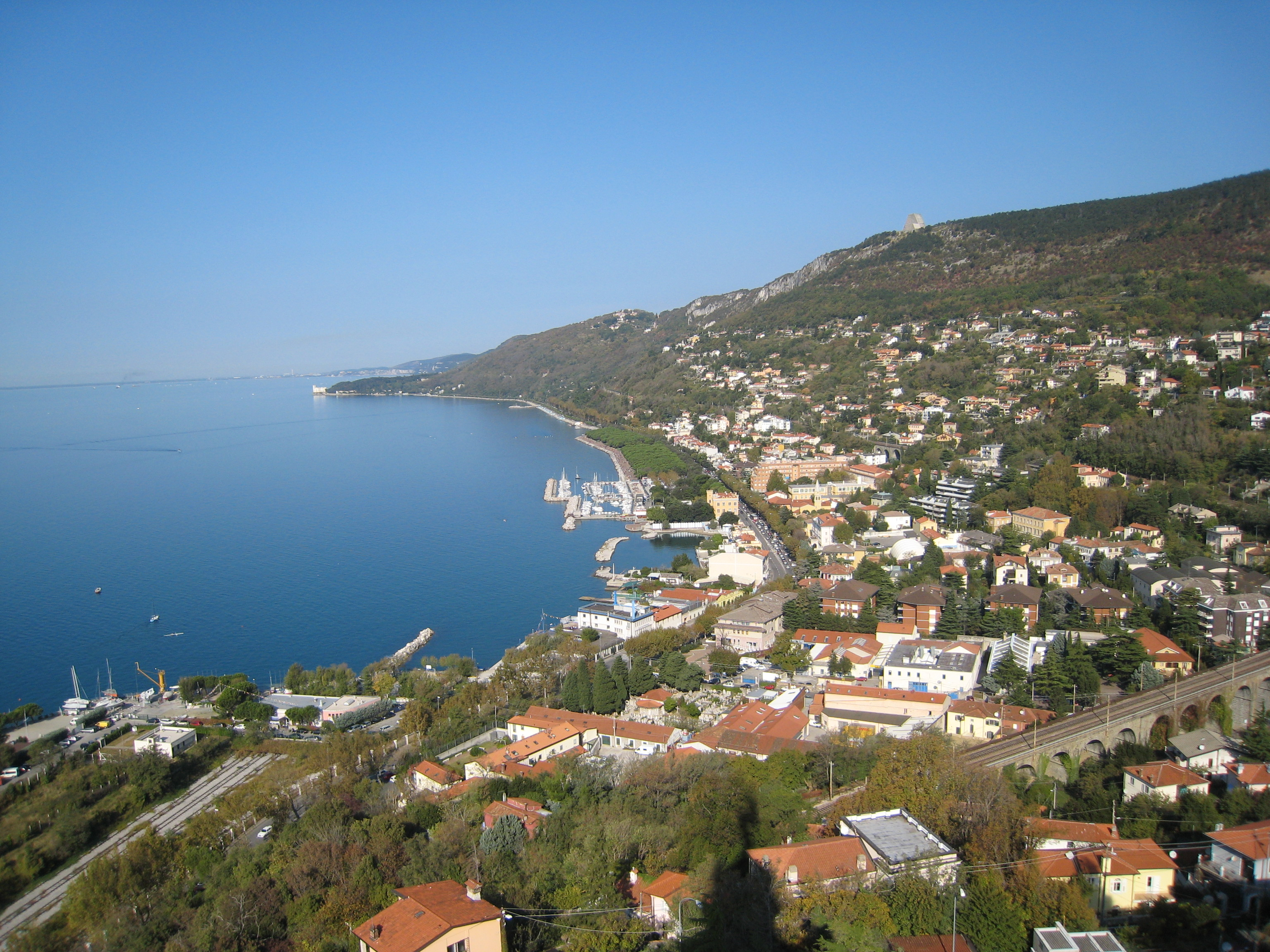
Barcola, ein Urlaubsort in der Antike mit einer Villa maritima des 19. Jh. Schloss Miramare

Auf den Gütern der reichen Römer hieß das nach städtischer Art gebaute, später meist mit verschwenderischem Luxus ausgestattete und für alle Jahreszeiten eingerichtete Herrenhaus Villa urbana (städtische Villa) oder, wenn es in der Nähe der Stadt gelegen war, Villa suburbana (Vorstadtvilla). An diese reihte sich die Villa rustica (ländliche Villa), welche die oft sehr zahlreichen Wirtschaftsgebäude, Gemüse-, Obst-, Oliven- und Weingärten in sich schloss. Durch besondere Pracht ausgezeichnete Villen waren die des Lucullus, Augustus, Pompeius, Cicero, Hortensius Hortalus, Plinius, Caligula, Nero, Hadrian etc. und die keinem Eigentümer zuzuordnende Villa Romana del Casale auf Sizilien. Gewöhnlich hatte ein reicher Römer mehrere Villen.
In Barcola bei Triest gab es wie an der Amalfiküste mehrere bedeutende Villae maritimae. Diese besonderen Beispiele einer römischen Villa maritima befanden sich direkt an der Küste und waren in Terrassen in einen Repräsentationsbereich, in dem Luxus und Wohlstand gezeigt wurden, einen separaten Wohnbereich, einen Garten, einige zum Meer hin offenen Einrichtungen und ein Thermalbad gegliedert. Nicht weit von diesem noblen Ort, der wegen seines günstigen Mikroklimas bereits bei den Römern beliebt war, wurde im 19. Jahrhundert eine der wichtigsten Villae maritimae seiner Zeit, das Schloss Miramare, erbaut.

## Mittelalter
Zur Zeit der Karolinger hießen Villae regiae die königlichen Meiereien oder Domänen, auf denen die Könige während ihrer Rundreisen ihren Aufenthalt nahmen, um Hof zu halten. In ihrer Wirtschaftsstruktur sind diese königlichen Güter mehr oder minder mit der eines kleinen Dorfes vergleichbar.

## Renaissance und Barock
Der römische Villenbau wurde seit dem Anfang des 14. Jahrhunderts von den Italienern aufgenommen und in denselben Variationen gepflegt. Gefördert wurde die Verbreitung des Bautyps durch Seuchen und Pandemien dieser Zeit. Seine höchste Blüte erreichte er in der Renaissance- und Barockzeit, und die berühmtesten Architekten wetteiferten miteinander um die reizvollsten Villenanlagen.
Im Jahr 1452 schrieb Leon Battista Alberti in seinen zehn Büchern über die Architektur ein ausführliches Kapitel über Herrenhäuser. Andrea Palladio wurde zu einem der bekanntesten Villenbaumeister, seine Villa Almerico bei Vicenza, bekannt als La Rotonda, ist die idealtypische Realisierung einer Villa der Renaissance.
Weitere künstlerisch oder geschichtlich bedeutende italienische Villen sind die Villa Medici von Careggi bei Florenz, die Villa Farnesina von Baldassare Peruzzi, Villa Madama von Raffael, Villa Lante von Giulio Romano, Villa Borghese, Villa Celimontana, Villa Medici und Villa Albani in und bei Rom, die Villa d’Este bei Tivoli, die Villa Aldobrandini und Villa Mondragone bei Frascati, die Villa Doria bei Genua und die Villa Maser bei Treviso.

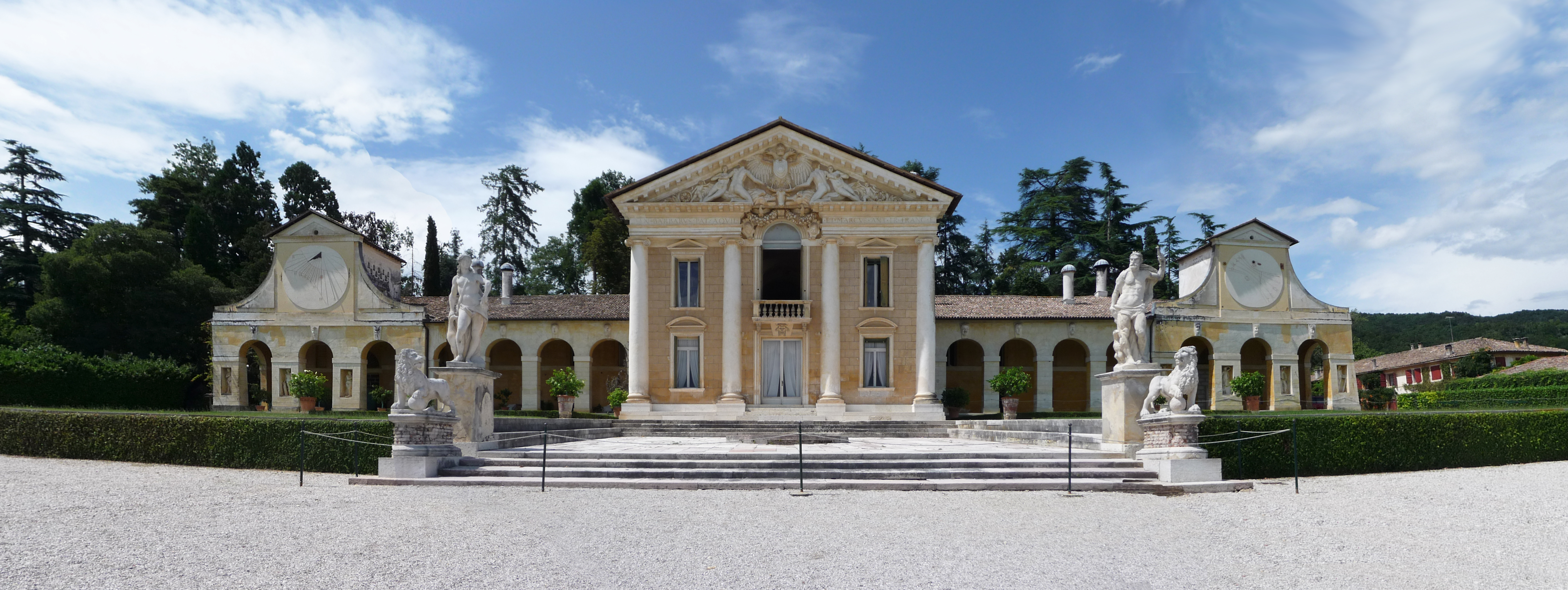
Villa Barbaro, ein Bau Palladios in Venezien
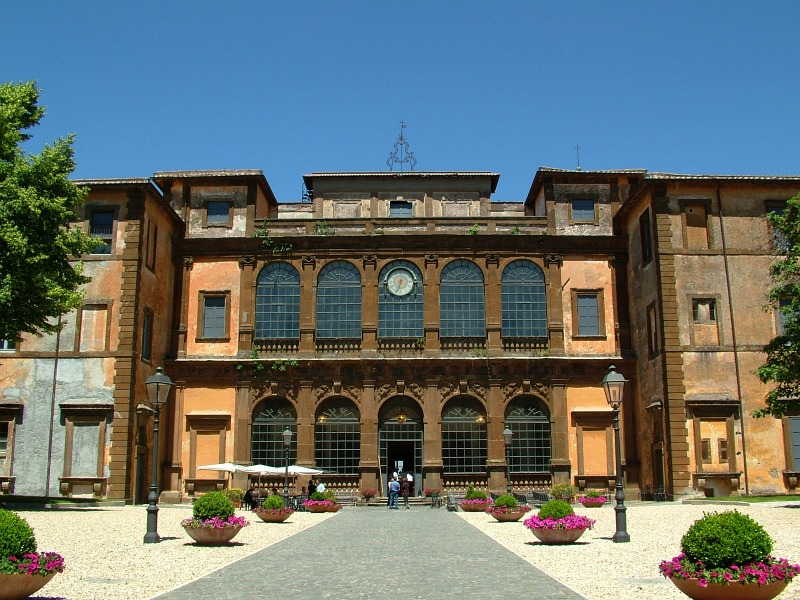
Villa Mondragone, 16. Jahrhundert
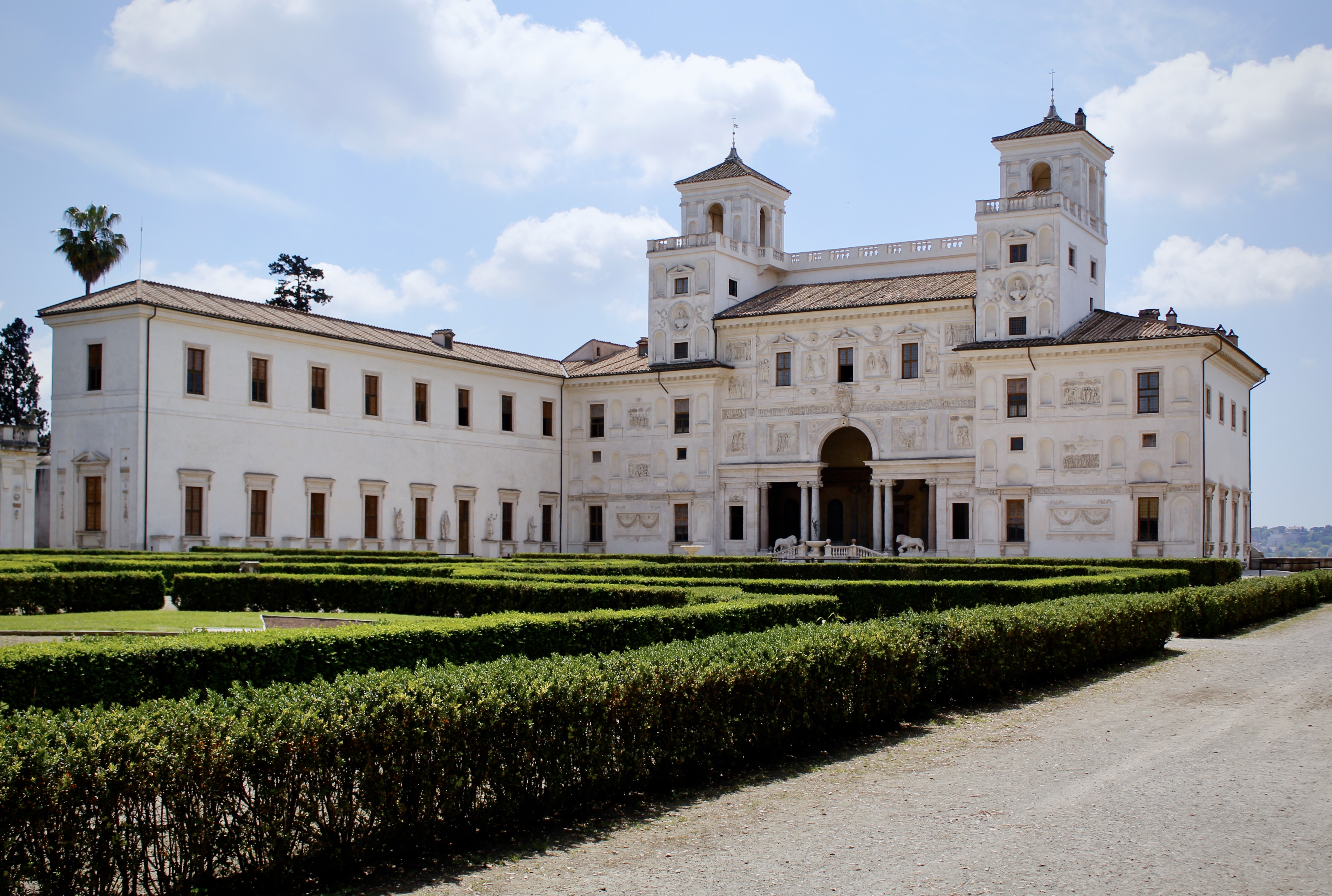
Villa Medici, 16. Jahrhundert

## Biedermeier und Klassizismus

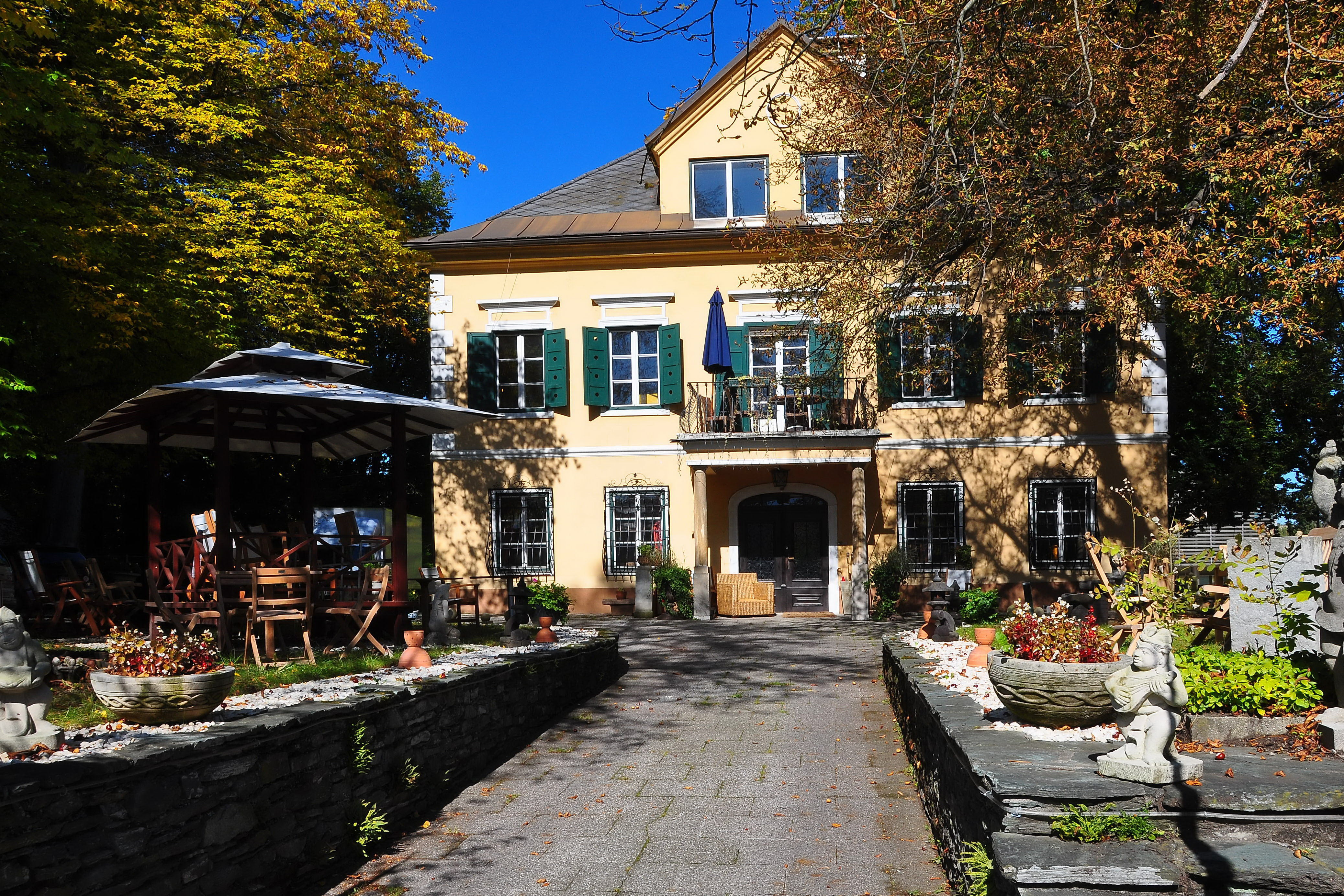
Eine Biedermeiervilla in Klagenfurt

Die ersten Villen des Adels und des gehobenen Bürgertums entstanden nicht in Städten selbst, sondern ab 1810 in Vororten. Sie sollten die Möglichkeit bieten, dass sich die Familie fernab der Kernstadt zurückziehen konnte, sowohl in Metropolen wie München, aber auch in Städten wie Marburg oder Kassel.
Anfangs unterschied man zwischen eher rustikalen Landhäusern und Villen, wobei die Begriffe untereinander verschwammen. Stilistische Reinheit wie Symmetrie spiegelten den Geschmack und den Bedarf nach Ruhe wider, trotzdem spielte die Repräsentation nur eine untergeordnete Rolle, wurden wenn überhaupt nur enge Freunde in diese Häuser eingeladen. Durch verschiedene Nutzungerbedürfnisse konnten diese durchaus stattliche Ausmaße erreichen und hatten häufig Zimmer (oder Salons) zum Rauchen, musizieren usw.
Viele dieser Villen vor den Toren der Stadt wurden bevorzugt nur in der warmen Jahreszeit bewohnt (Sommerhäuser für die Sommerfrische und Landhäuser)

## Zunahme der Bautätigkeit im Historismus

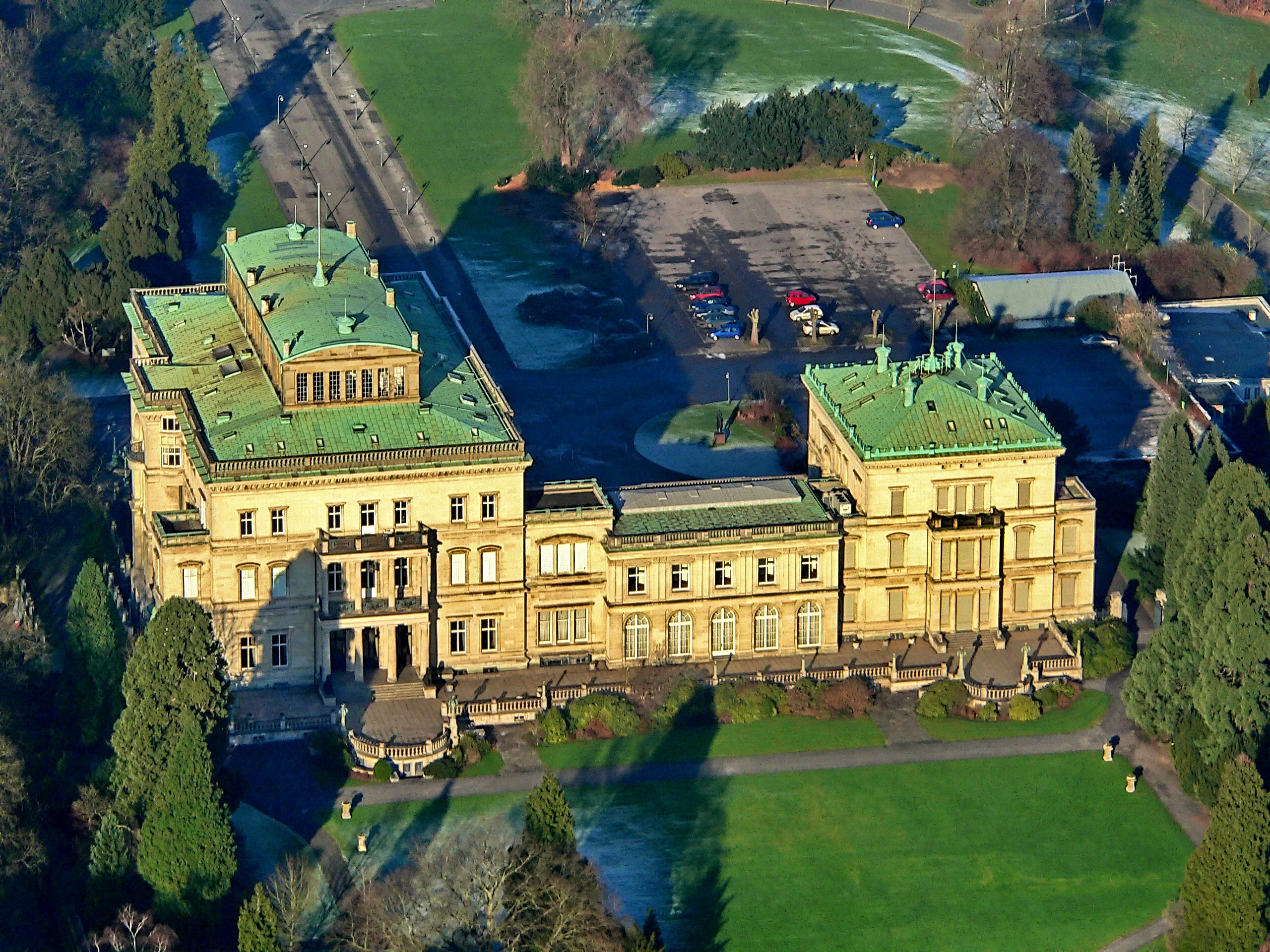
Die Essener Villa Hügel der Unternehmerfamilie Krupp, fertiggestellt 1873

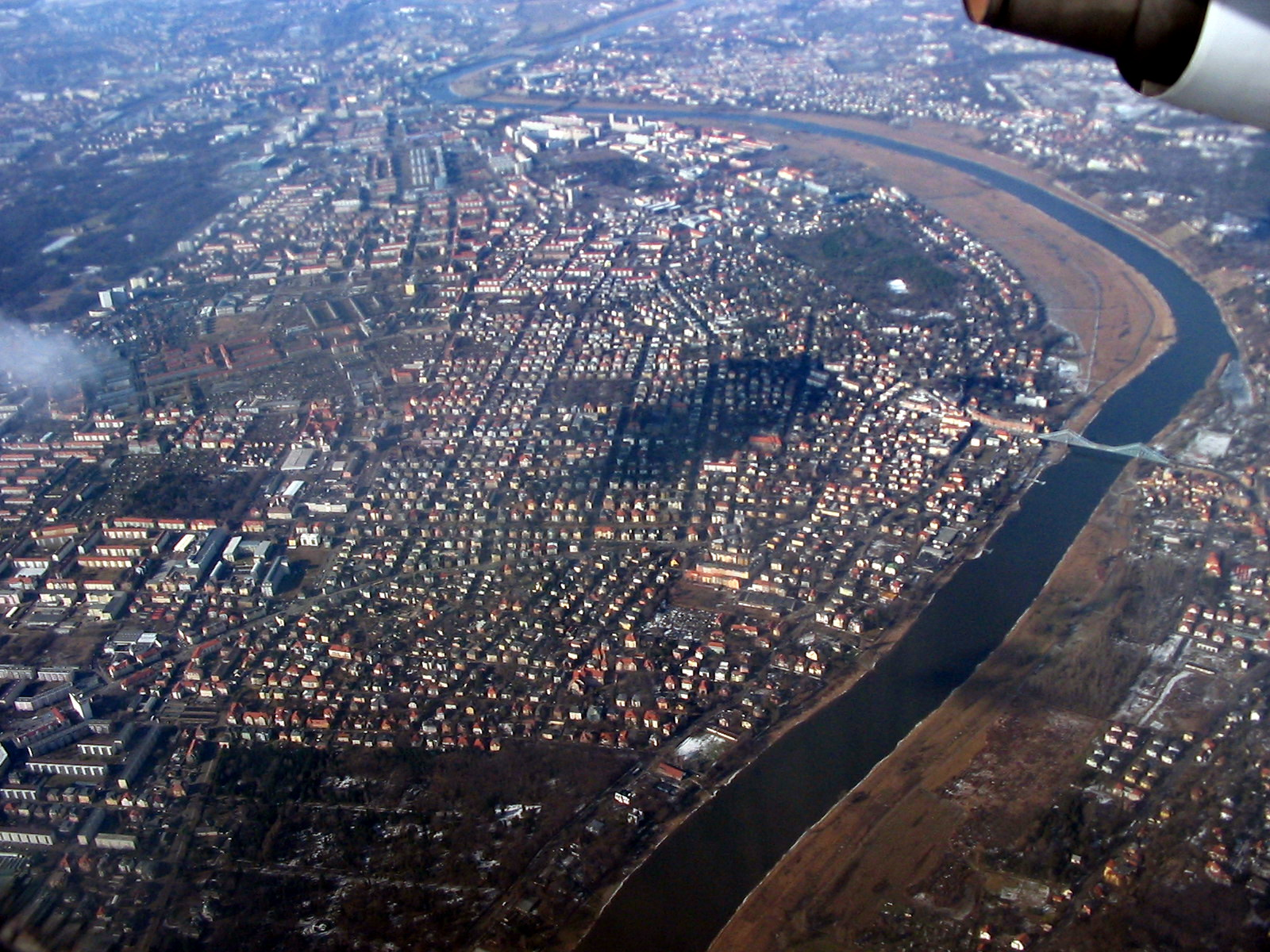
Gründerzeitquartiere mit ganzen Vierteln in Villenbebauung in Dresden: Tolkewitz, Blasewitz, Striesen, Gruna und die Johannstadt

Die Bedeutung der „Villa“ änderte sich ab der zweiten Hälfte des 19. Jahrhunderts. Es gab immer größere Bevölkerungsschichten, die sich Häuser leisten konnten und Einzelhäuser neben der Neubau-Blockrandbebauung in Stadtteilen errichteten. Ihnen kam es weniger darauf an, sich an einem kultivierten Ort mit der Familie zurückzuziehen, sie suchten nach Wohnformen der Repräsentation ihres neuen Wohlstands.
Villen waren repräsentativ und boten genügend Platz für große Familien und Personal, weiterhin hatte sich die Fertigung verbilligt durch Vorfertigung und Ersatzstoffen (z. B. gegossener Stuck statt Sandsteinarbeiten). Ab der Mitte des 19. Jahrhunderts wurden so viele Villen gebaut, dass in vielen größeren Städten Vororte entstanden, die ausschließlich aus auch im Winter bewohnbaren Villen bestanden. Die Entwürfe waren bis dahin meist Einzelentwürfe. Auf dem Höhepunkt der Entwicklung entstanden ab etwa der Mitte des Jahrhunderts um bedeutende Architekturprofessoren Schulen wie z. B. die Semper-Nicolai-Schule in Dresden, die Grund- und Aufrisse von Villen standardisierten und mit diesem Handwerkszeug mehrere Generationen von Baumeistern und Architekten ausbildeten. Als Folge wurden neben vielen Einzelbauten auch ganze sogenannte Villenkolonien in historistischem Stil auf dem Reißbrett entworfen. Dabei wurden neben der Villenbebauung auch repräsentative Platzanlagen, Alleen, Einkaufsbereiche und Parks in passendem Stil mit angelegt.
Als klassische Beispiele der singulären Villa und des villenartigen Wohnhauses aus dem 19. Jahrhundert gelten die Villa Hügel, die Villa Berg, die Villa Lemm, die Villa Haas, die Villa Carlotta und die Villa Pallavicini-Durazzo.
Vorgärten, Veranden, offene Balkone, Erker und Türmchen in möglichst malerischer Komposition sind charakteristische Eigenheiten der städtischen Villen in der zweiten Hälfte des 19. und zu Beginn des 20. Jahrhunderts. Als Villenkolonien sind bis heute beispielsweise Lichterfelde-West in Berlin (ab 1860, heute großflächig unter Denkmalschutz) und Marienthal in Hamburg (ab 1854) erhalten. Zum Ende des Jahrhunderts entstanden als neue Bauformen die Doppelvilla (bestehend aus zwei Halbvillen), die Elemente häufig in die Straßenfront eingebauter Stadtvillen mit der freistehenden Landvilla kombinierte, sowie die Mietvilla, die mit dem gleichen repräsentativen Anspruch der freistehenden Villa für zwei Familien errichtet wurde und sich von der Villa durch ein separates Treppenhaus für die zweite Familie unterschied. In der Abgrenzung der repräsentativeren Villa zum schlichter stilisierten Landhaus gibt es vielfältige Übergangsformen, die architekturhistorisch und denkmalpflegerisch als villenartiges Landhaus beziehungsweise landhausartige Villa beschrieben werden.
Der seit der Gründerzeit anhaltende Boom des bürgerlichen Villenbaus machte zu Beginn des 20. Jahrhunderts noch den Übergang zum Jugendstil mit bzw. die Architekten empfanden eine neue Aufbruchstimmung mit der Reformarchitektur des Deutschen Werkbunds, der sich gegen den historistischen Eklektizismus wandte. Zur Mitte des Ersten Weltkriegs brach dieser Aufbruch abrupt ab.

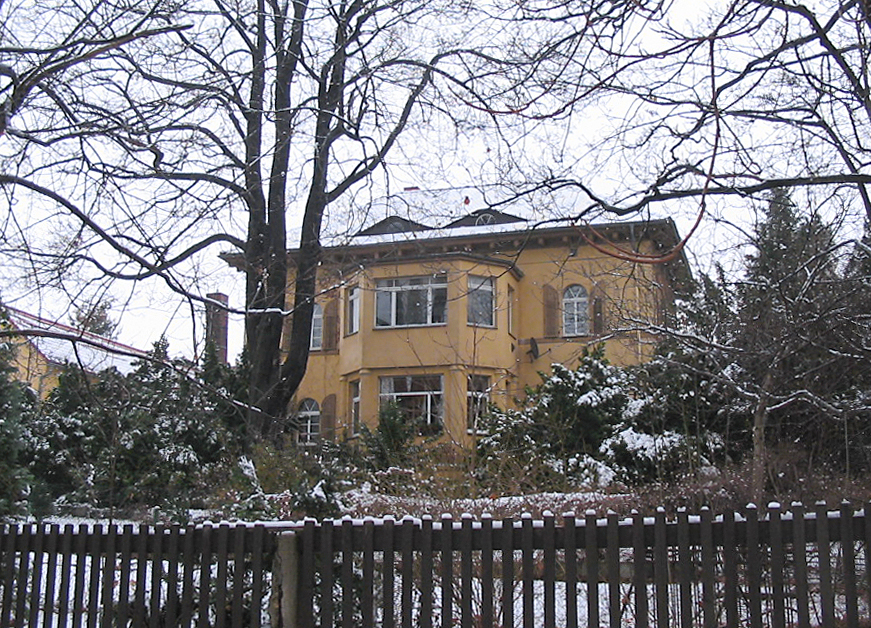
Klassizistischer Toskanastil, von 1834
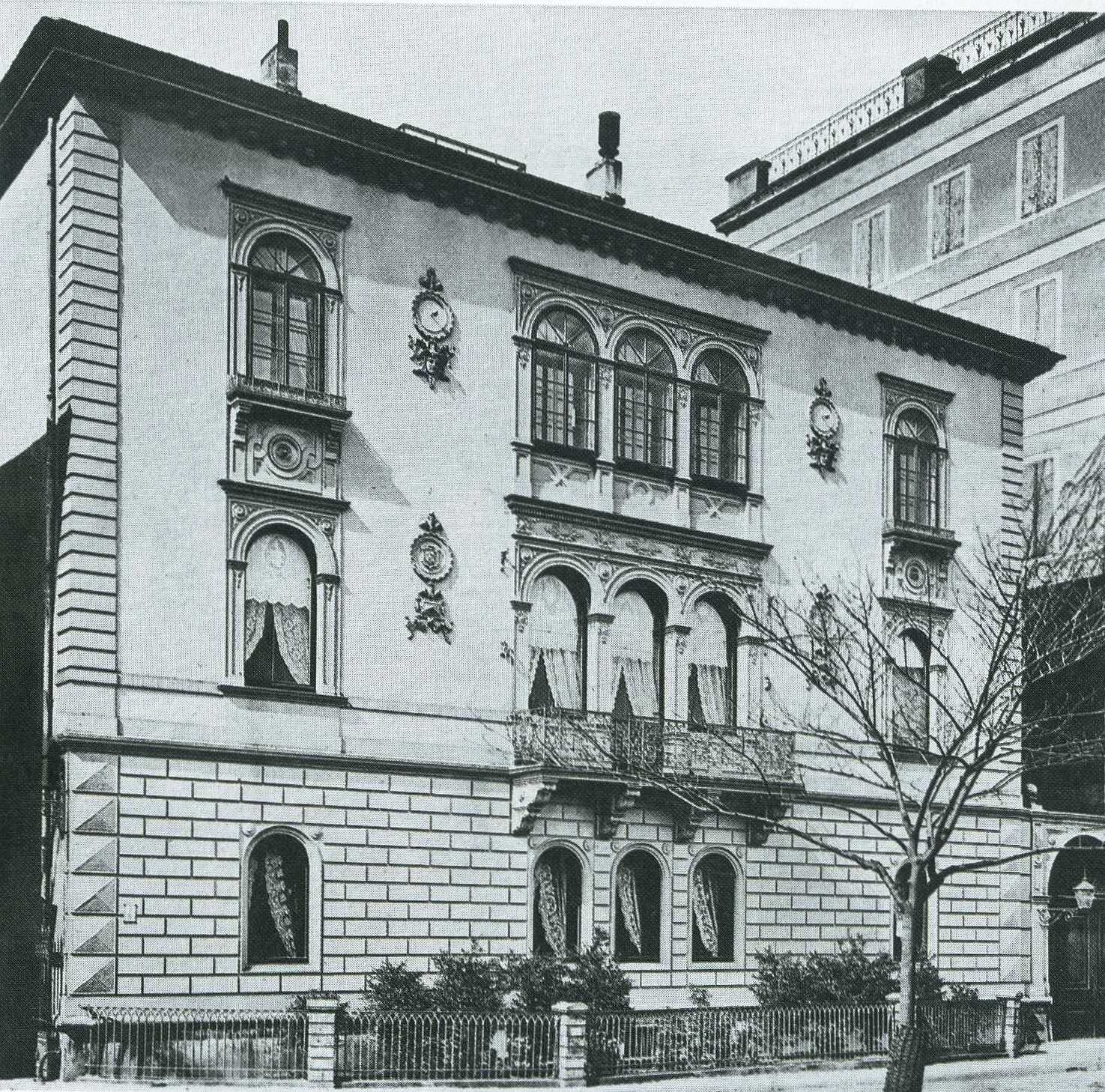
Villa von Seebach, Nicolais Werk frei nach venezianischer Frührenaissance, Dresden, bereits 1839
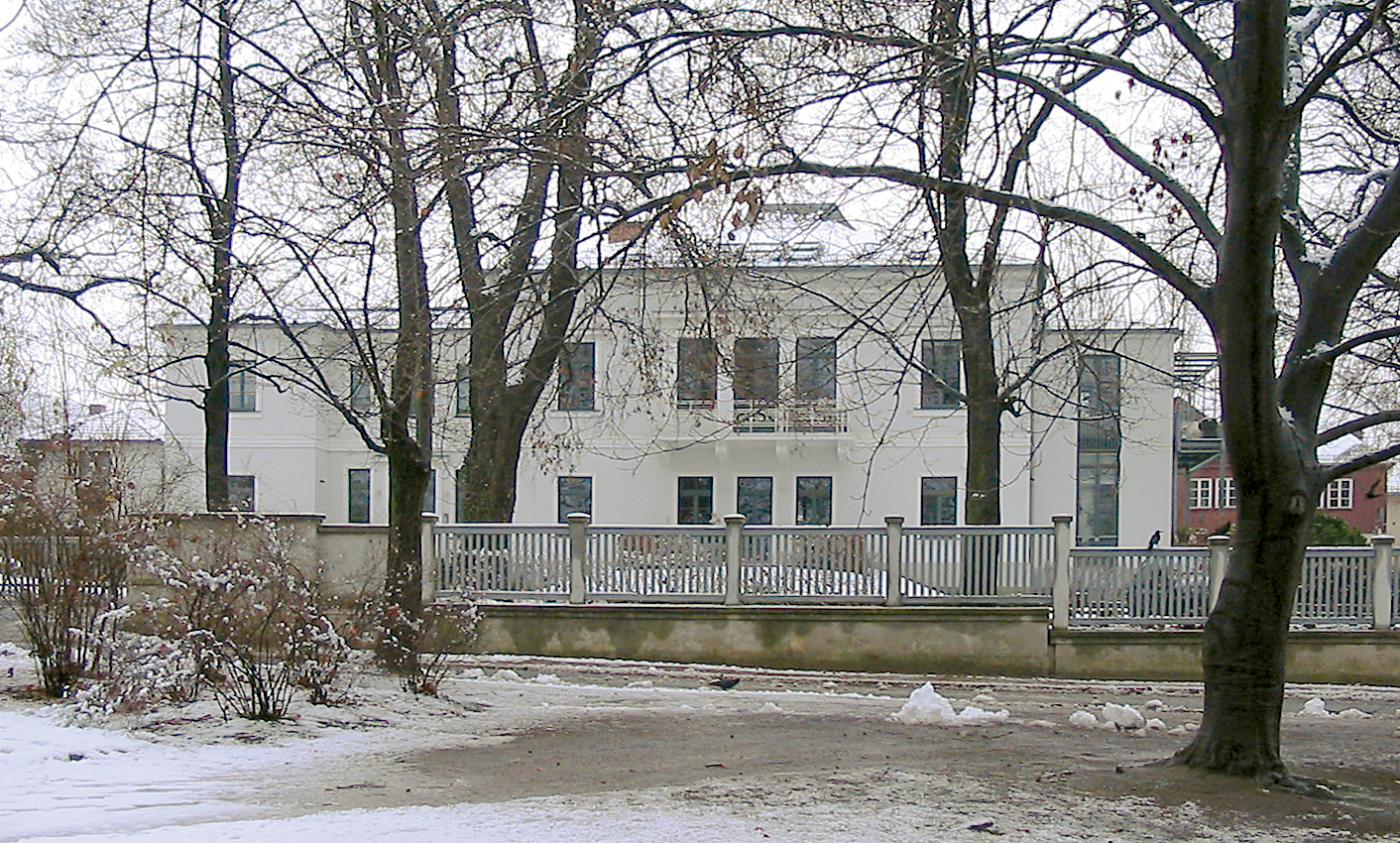
Spätklassizistische Villa, erst von 1865
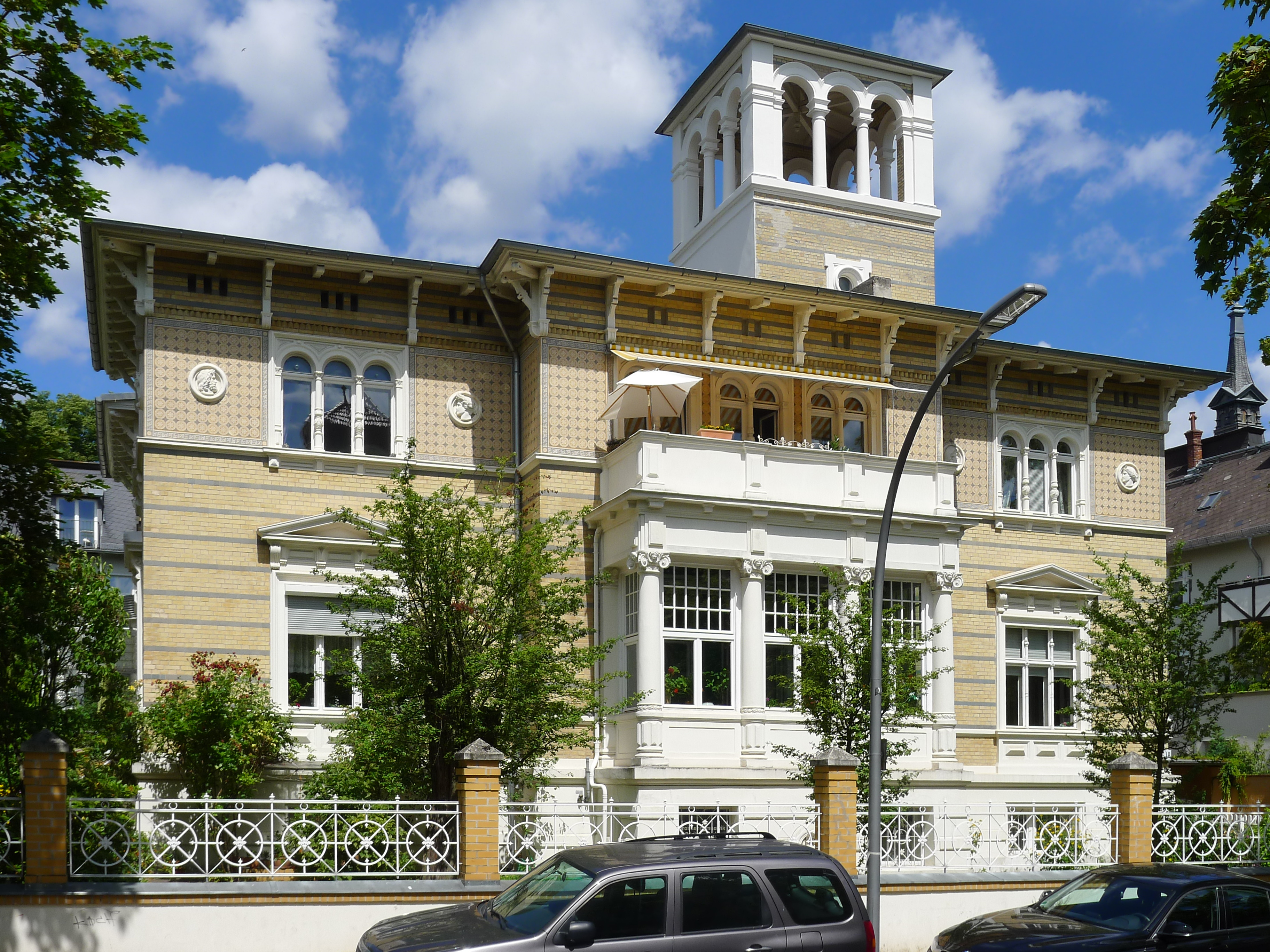
Villa Holzhüter im klassizistisch-venezianischen Stil, Lichterfelde West, von 1875
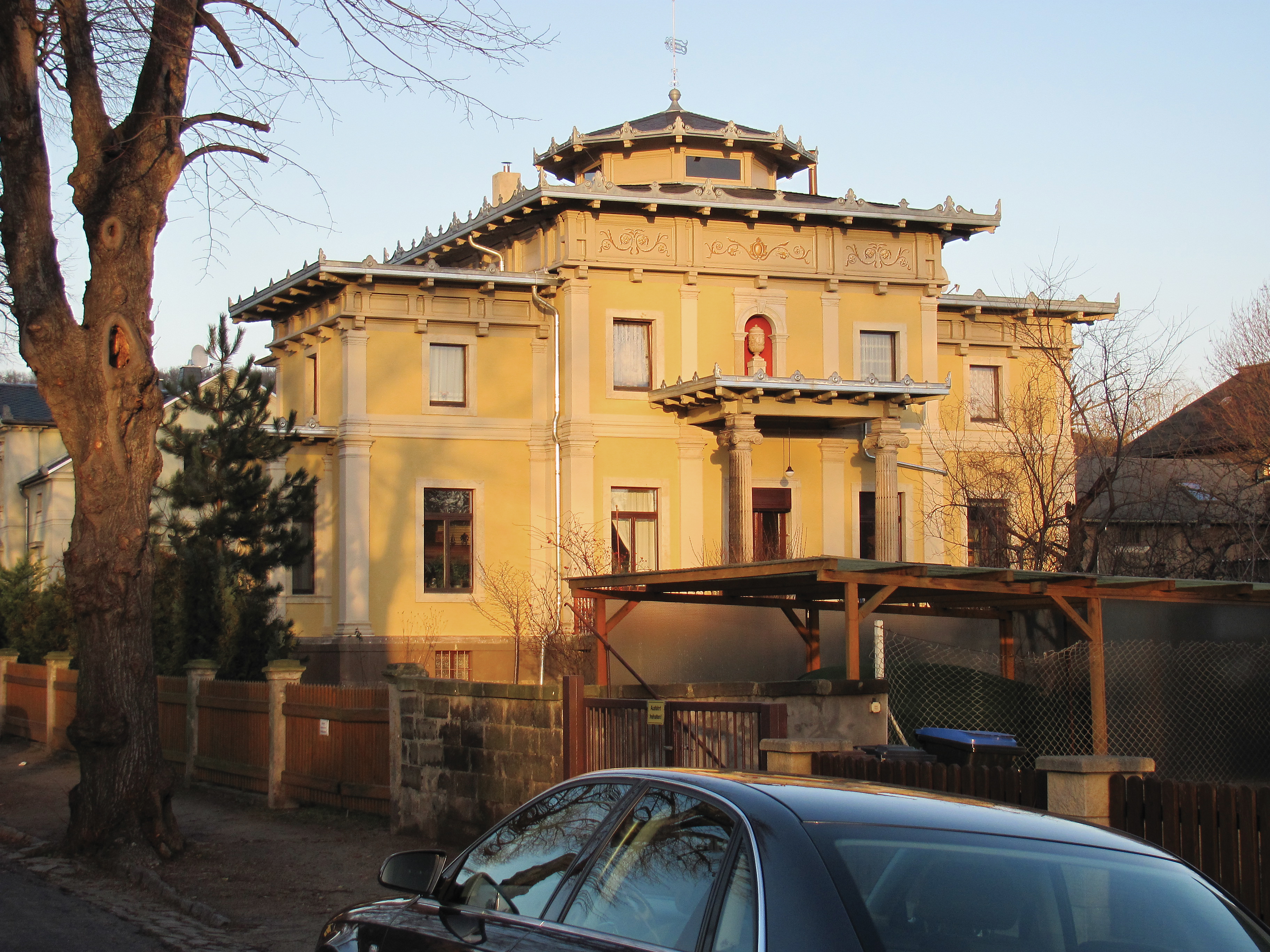
Palladianismus in Sachsen, 1875
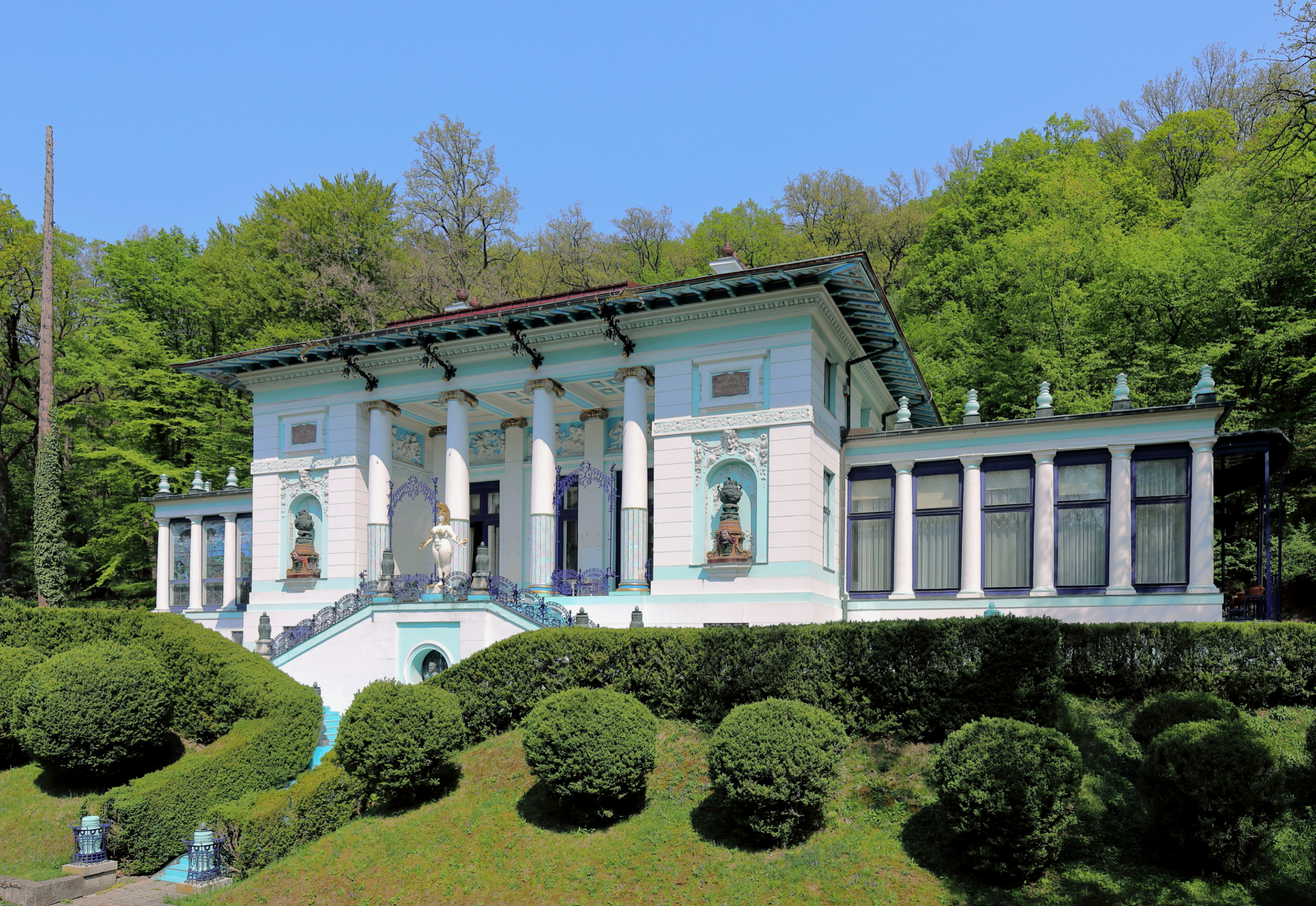
Villa Wagner I in Wien, Neobarock von 1888
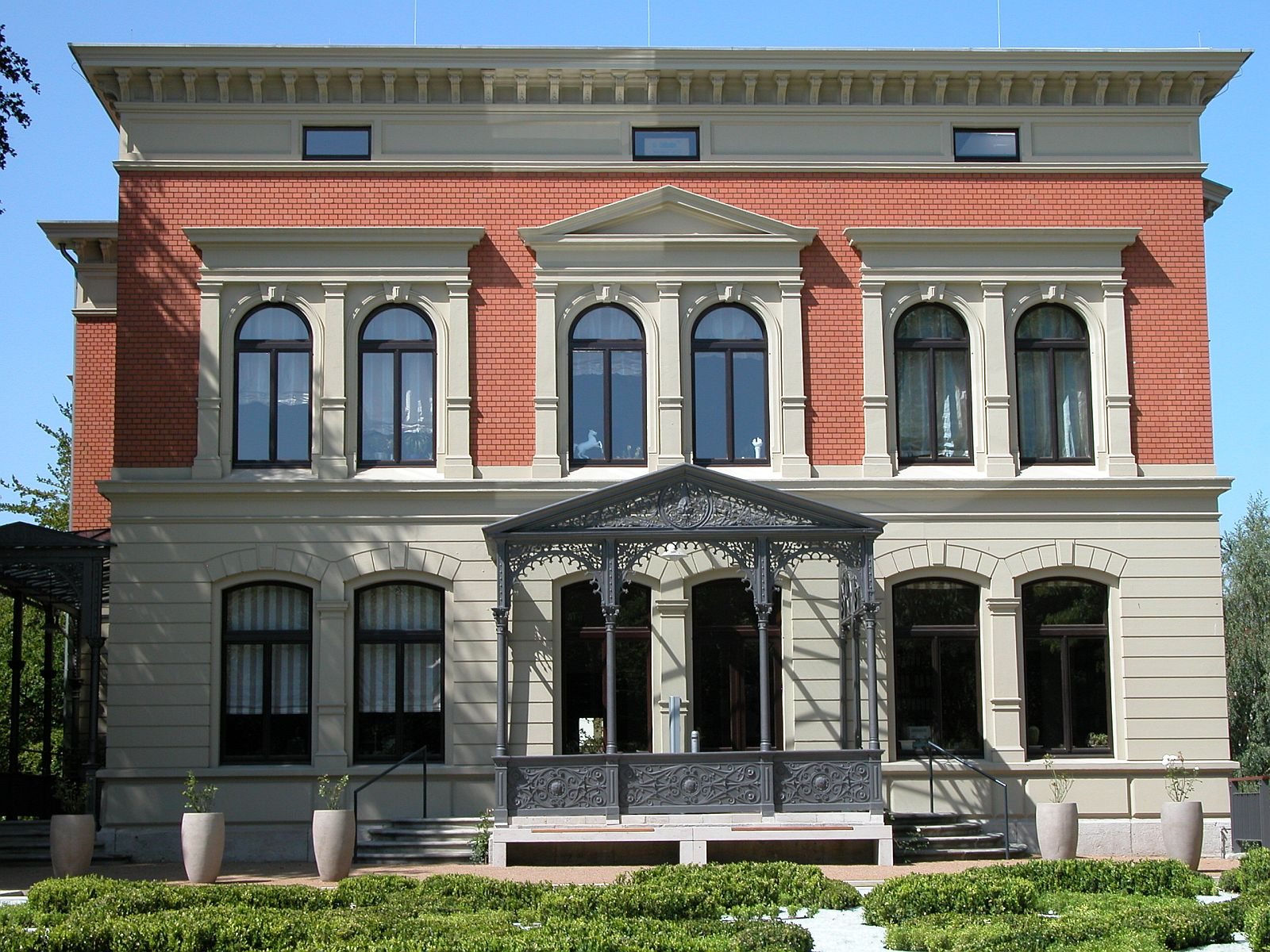
Gerloffsche Villa in Braunschweig, Neorenaissance von 1889
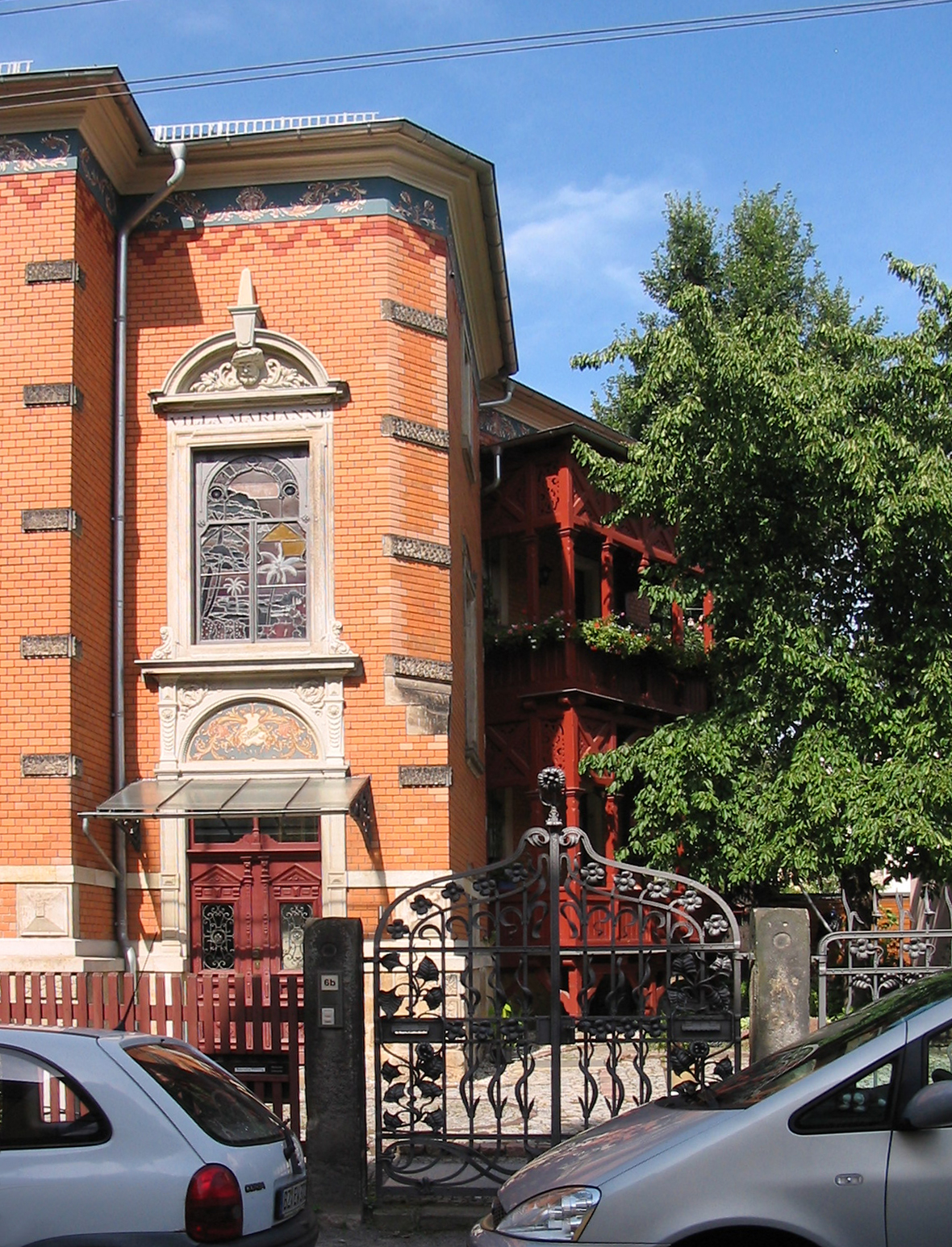
Innenausgestaltung im Maurischen Stil, Fabrikantenvilla von 1896
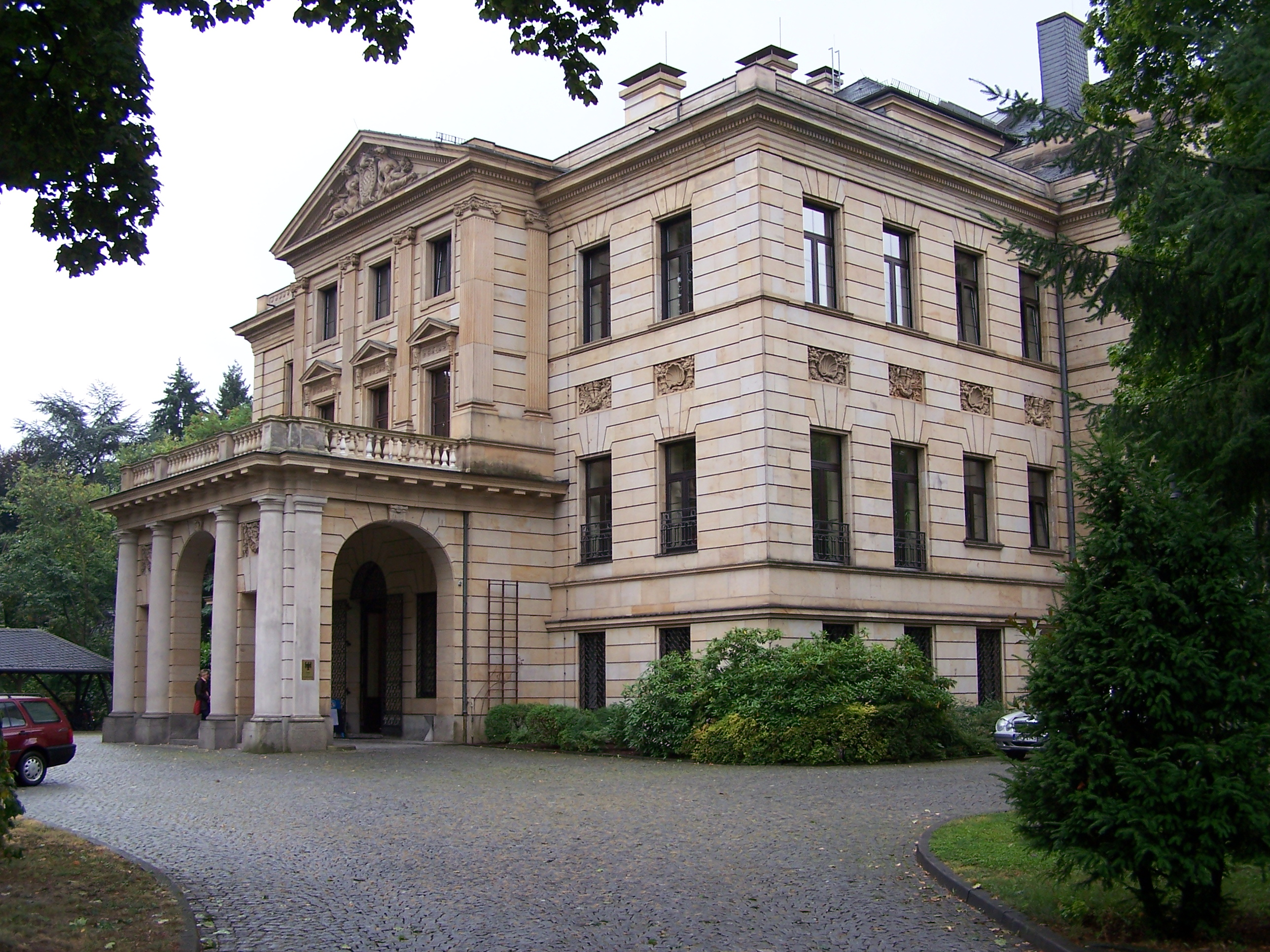
Villa Mumm in Frankfurt, eklektizistischer Historismus von 1904
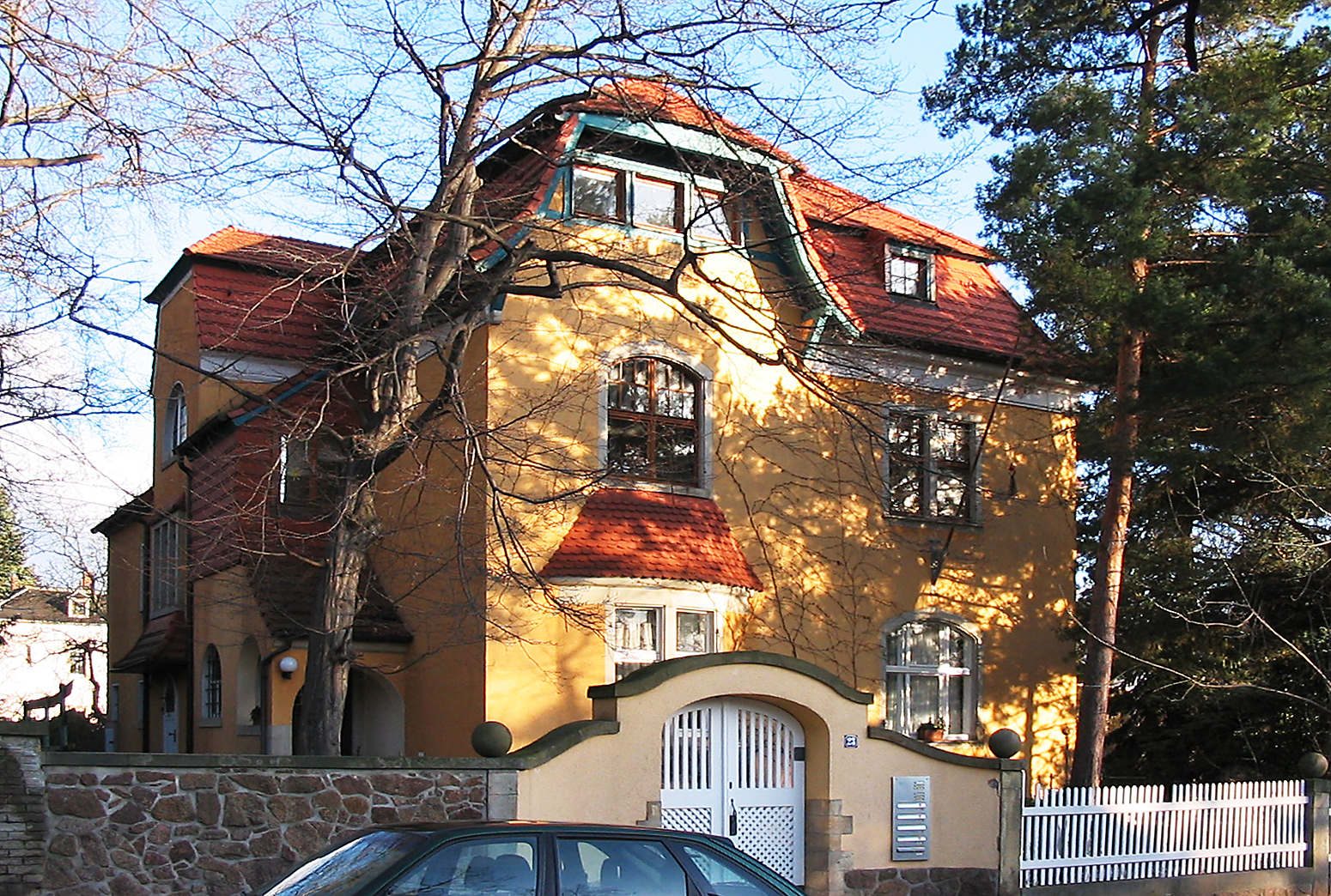
Reformarchitektur vor den Toren Dresdens, 1906
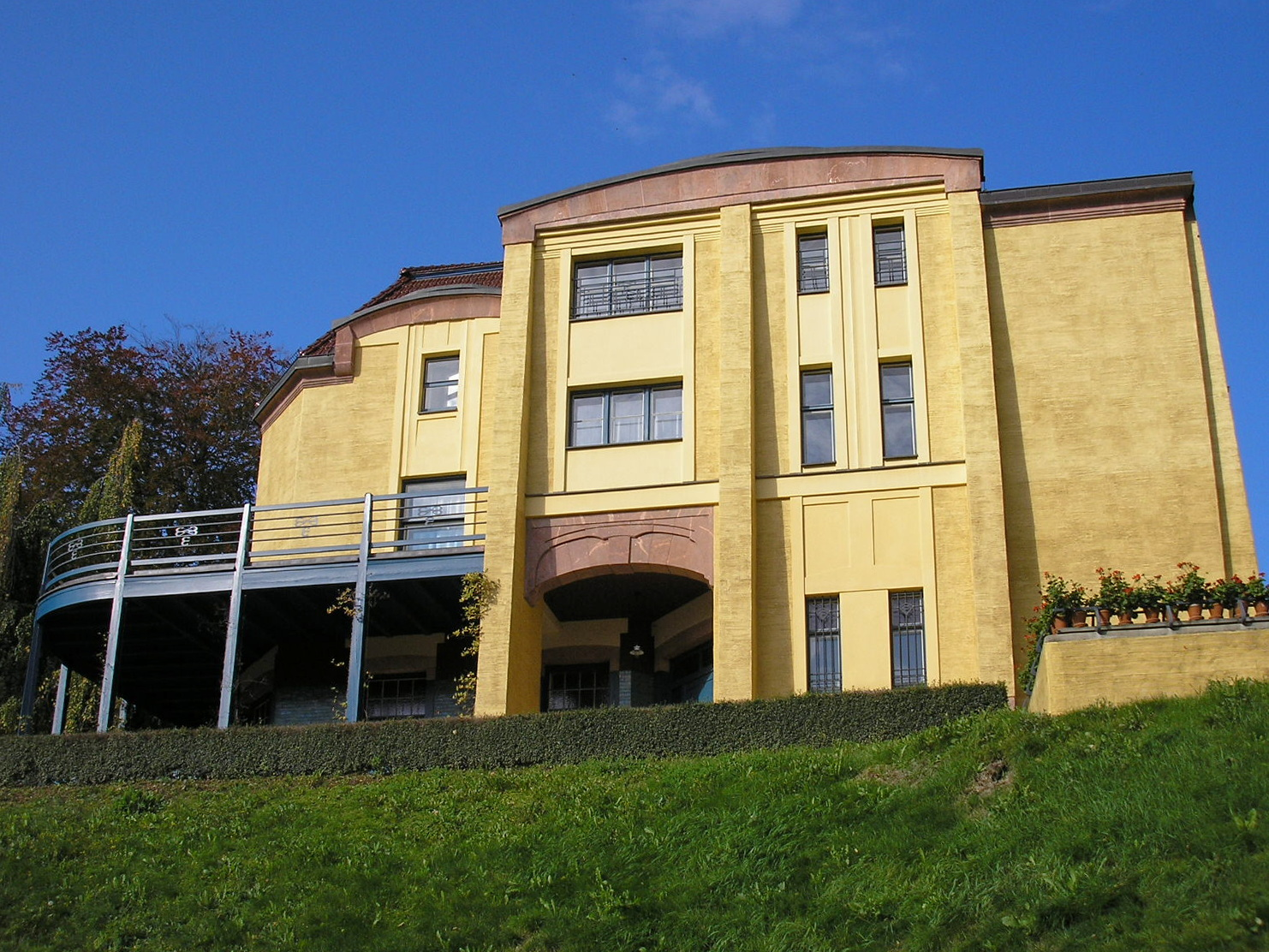
Villa Esche, Jugendstilvilla in Chemnitz, 1903, 1911
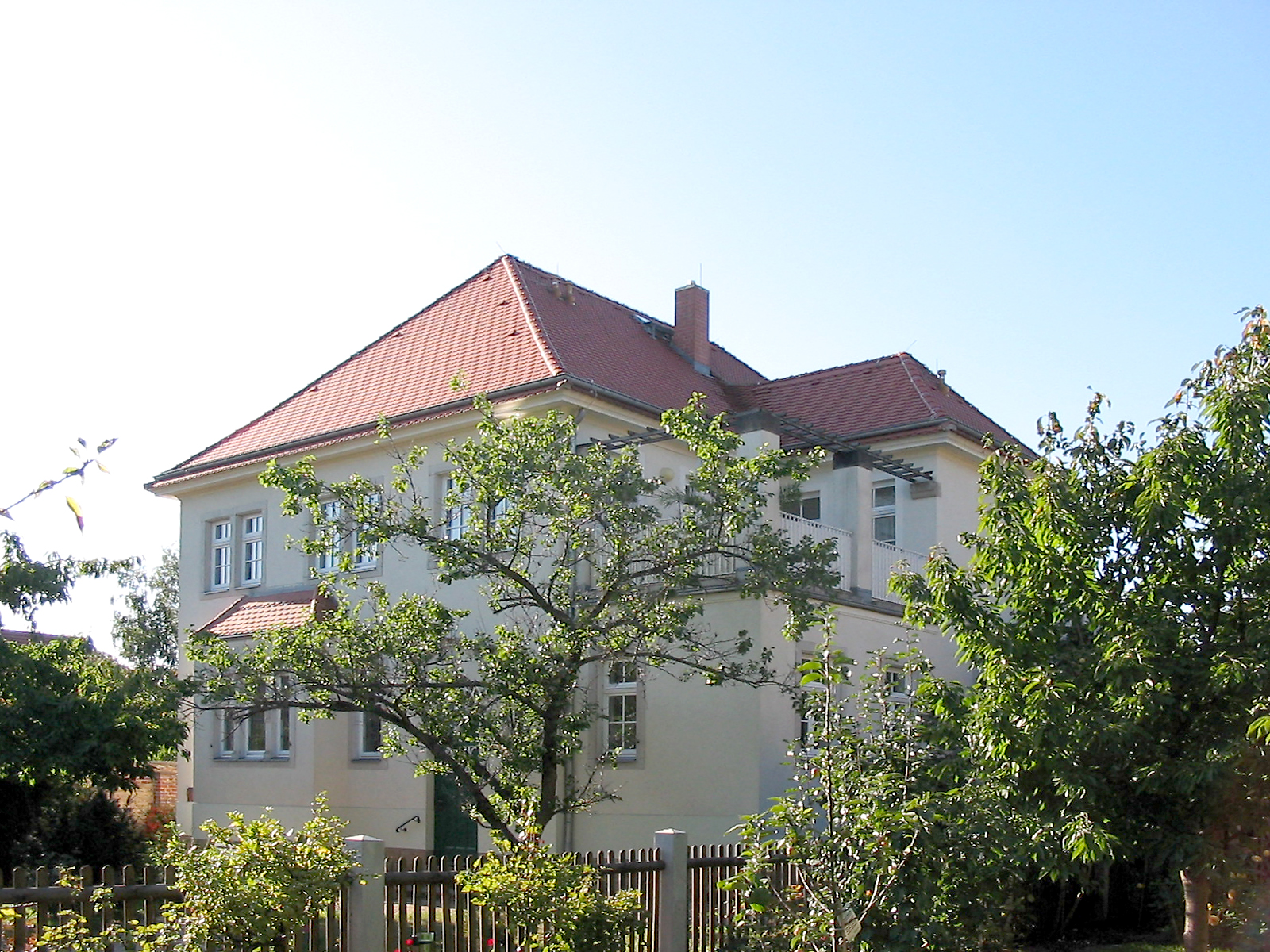
Villa des Architekten Emil Högg, Heimatschutzstil von 1912

## Zwischenkriegszeit

Villa Savoye bei Paris, Le Corbusier, 1931 (Klassische Moderne)

Die letzten klassischen Bürgervillen wurden in deutschen und österreichischen Großstädten bis 1917 gebaut. Ab 1918 wurden die meisten Häuser der schlechten wirtschaftlichen Lage entsprechend kleinmaßstäblicher geplant, und in Anpassung an die veränderte politische Lage weniger repräsentativ ausgeführt. Damit einher ging die zunehmende Benutzung des Ausdrucks Einfamilienhaus bzw. Einfamilienwohnhaus.
In den 1920ern erlebte die Klassische Moderne ihren Höhepunkt. Bekannte Beispiele der Epoche sind die Bauhaus-Meisterhäuser in Dessau, Villa Savoye von Le Corbusier oder die Villa Tugendhat von Ludwig Mies van der Rohe. Der Expressionismus dagegen prägte die nach den Kriegsjahren nun wieder repräsentativer werdende Villenarchitektur der Zeit allenfalls in dekorativen Details. Daneben entstanden in den Zwanziger Jahren jenes Jahrhunderts Werke der Organischen Architektur, Wohn- und andere Gebäude, deren Formen von der Anthroposophie beeinflusst waren. Häuser dieser Stilrichtung entstanden auch noch nach dem Zweiten Weltkrieg. Konservative Kreise in Deutschland bevorzugten dagegen die auch der Moderne angehörende Heimatschutzarchitektur, die ab der Zeit des Nationalsozialismus im Eigenheimbau aus politischen Gründen die Klassische Moderne verdrängte.

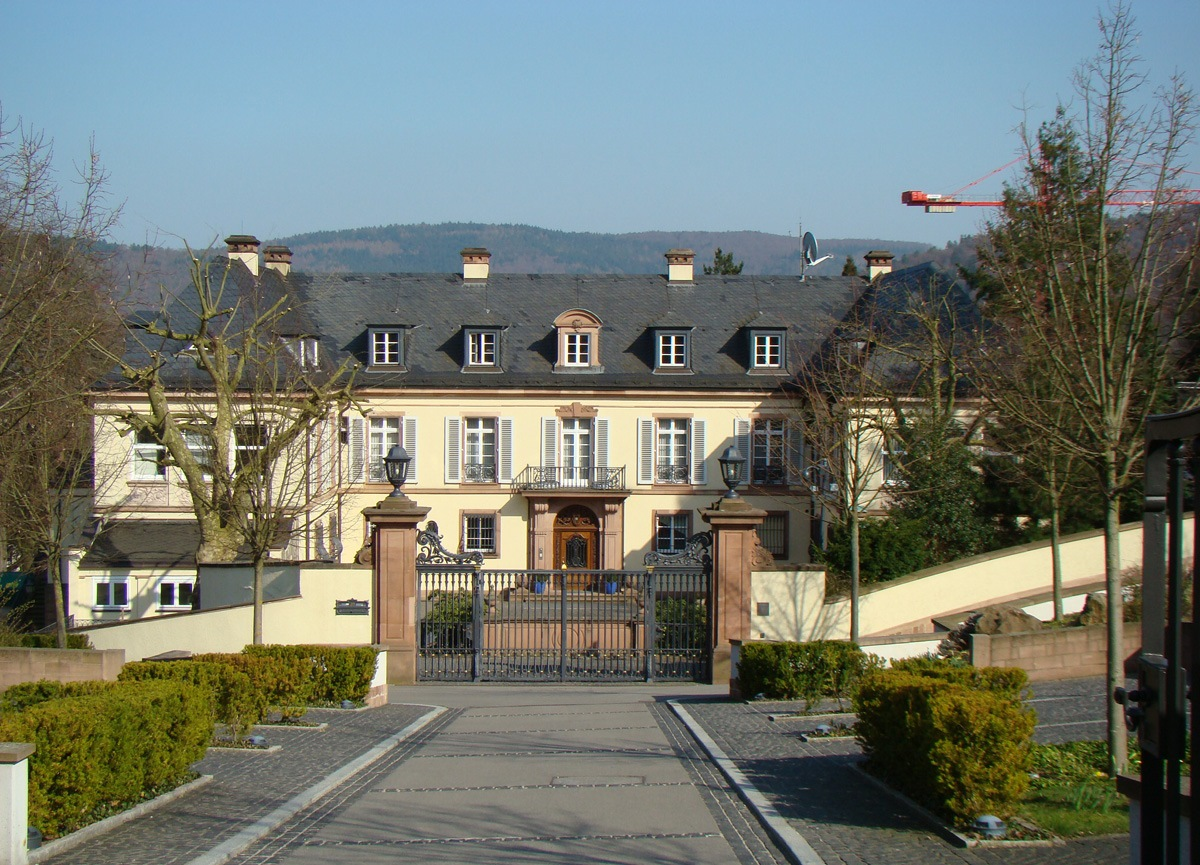
Villa Bosch in Heidelberg, ab 1921. Historisierende Dreiflügelanlage.
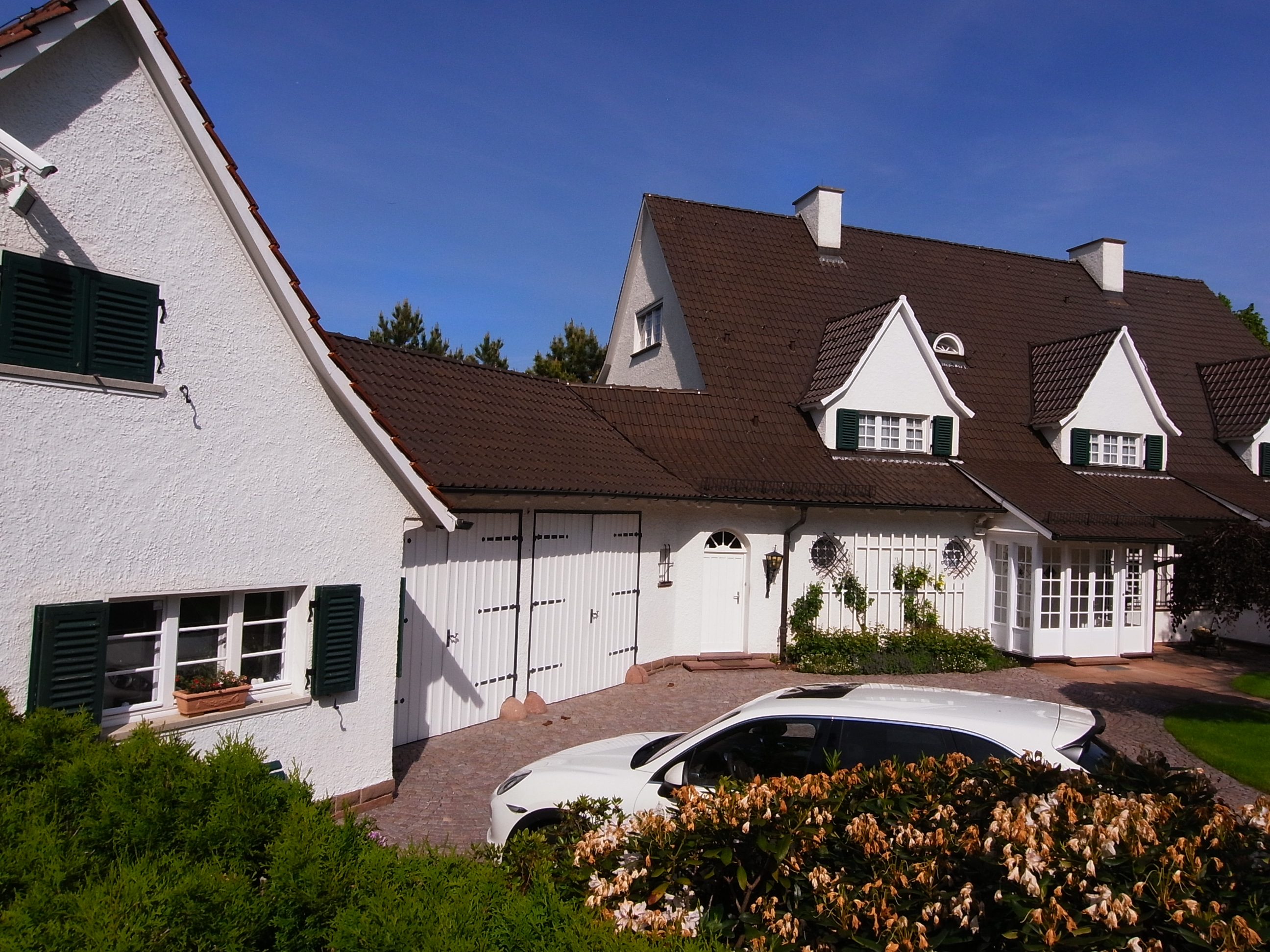
Villa Porsche in Stuttgart, Paul Bonatz, 1923. Aus der dem Heimatstil nahestehenden Stuttgarter Schule.
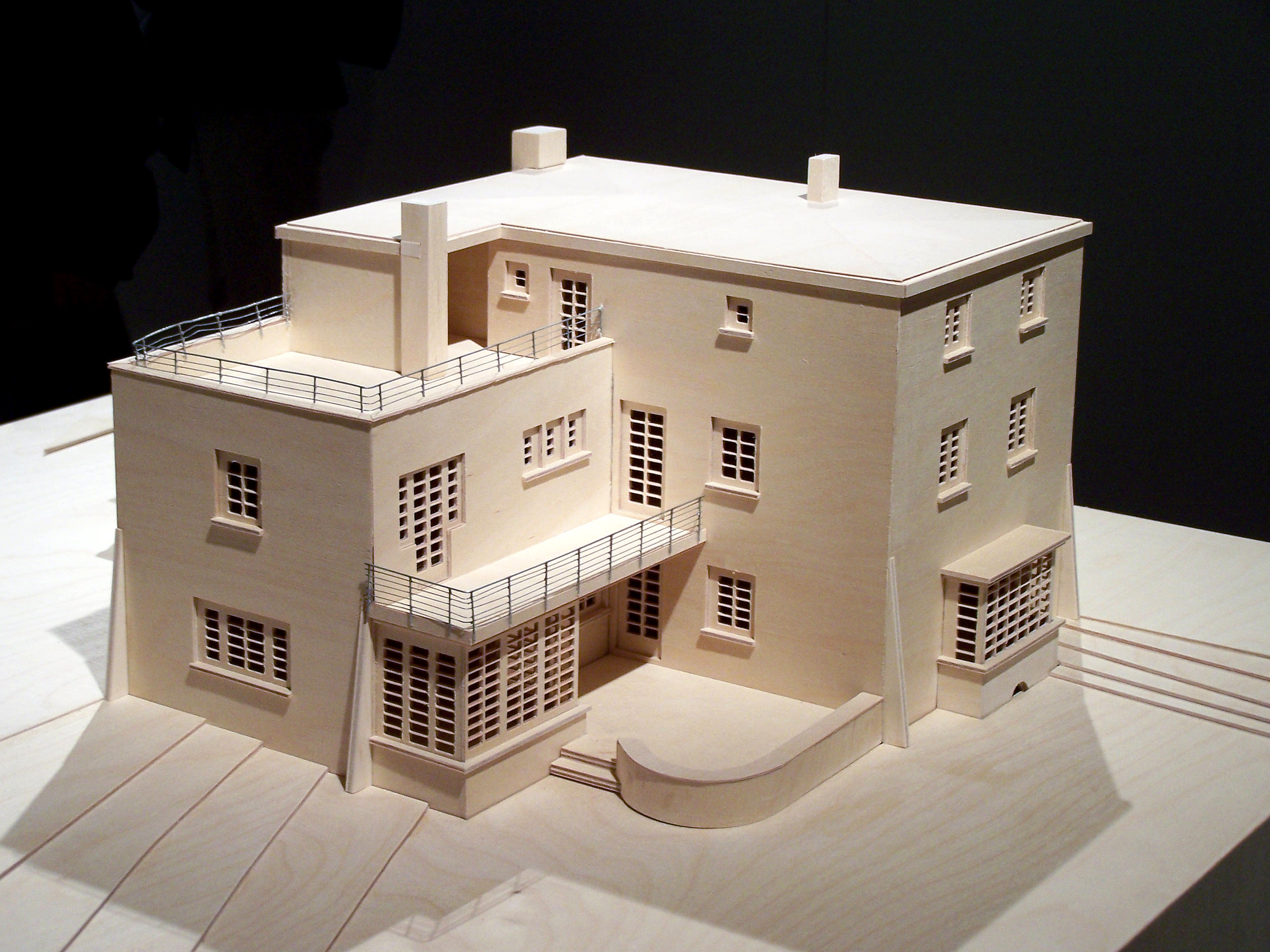
Elsaesser-Villa in Frankfurt. Martin Elsaesser, 1926. Geschachtelte Kuben im Stil der Neuen Sachlichkeit.
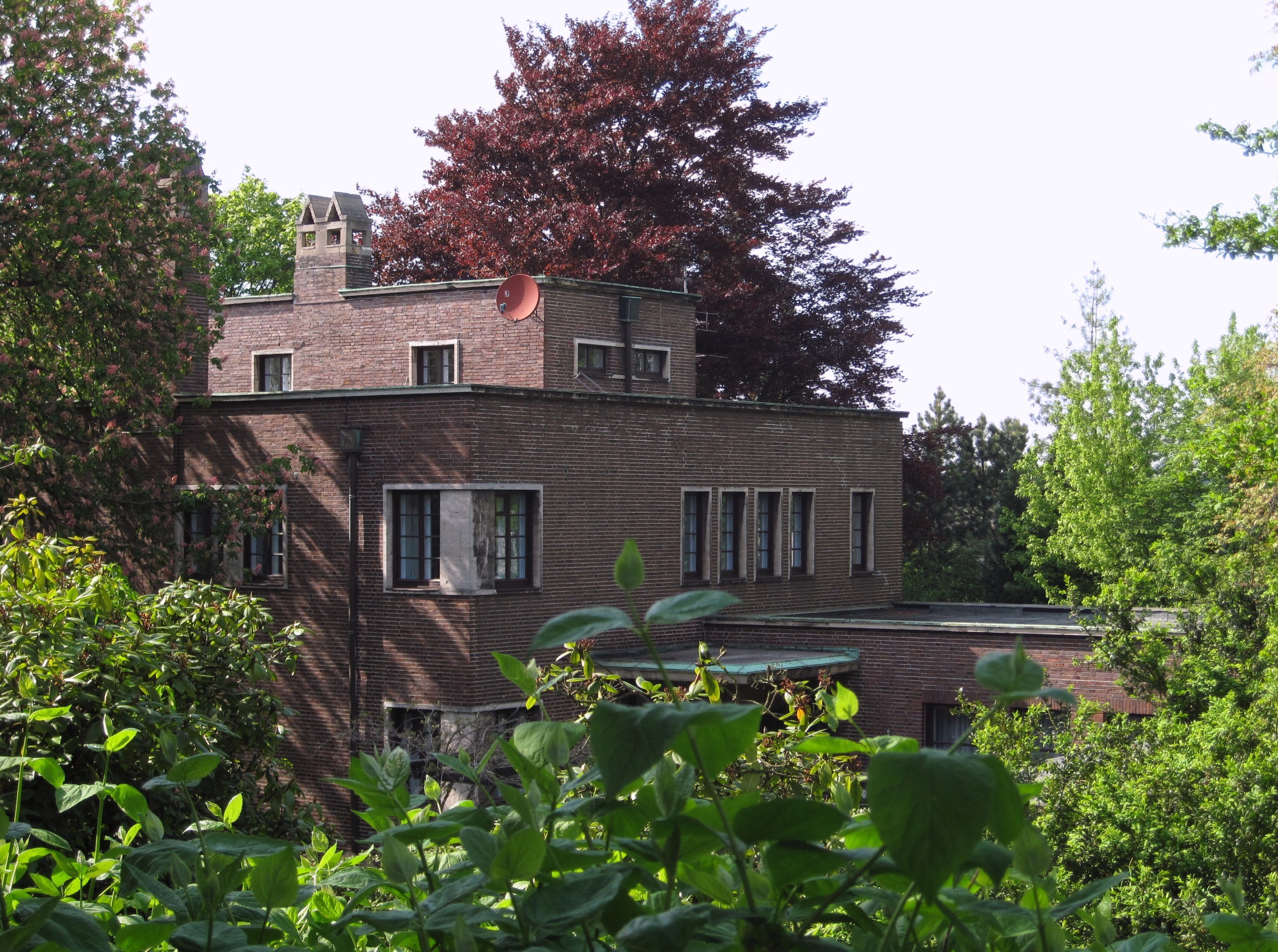
Villa Heutelbeck in Iserlohn, Carl Gustav Bensel, 1926. Neue Sachlichkeit in traditionellen Materialien.
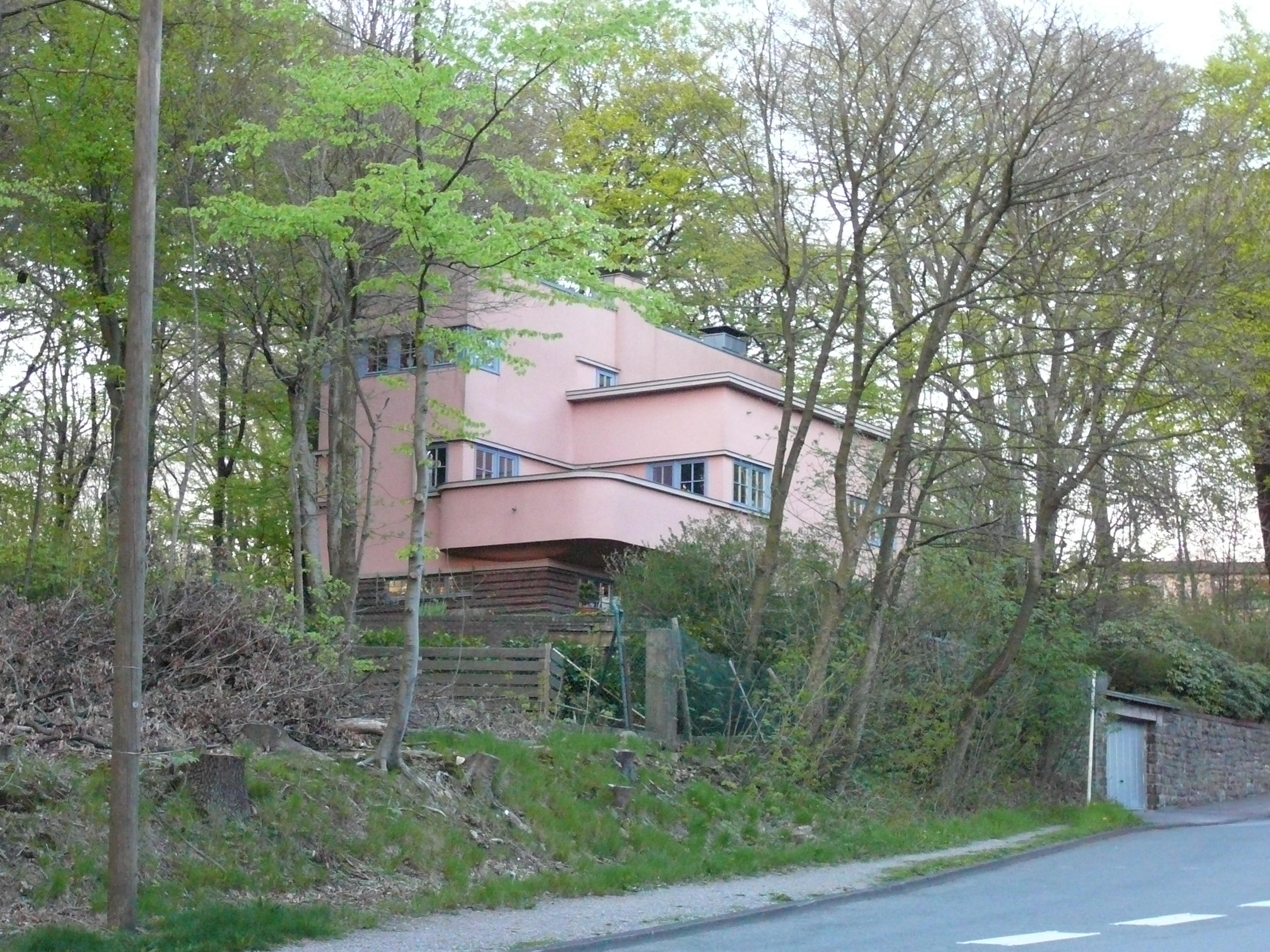
Villa Espenlaub in Wuppertal, Hans Heinz Lüttgen, um 1927. Bauhausstil.
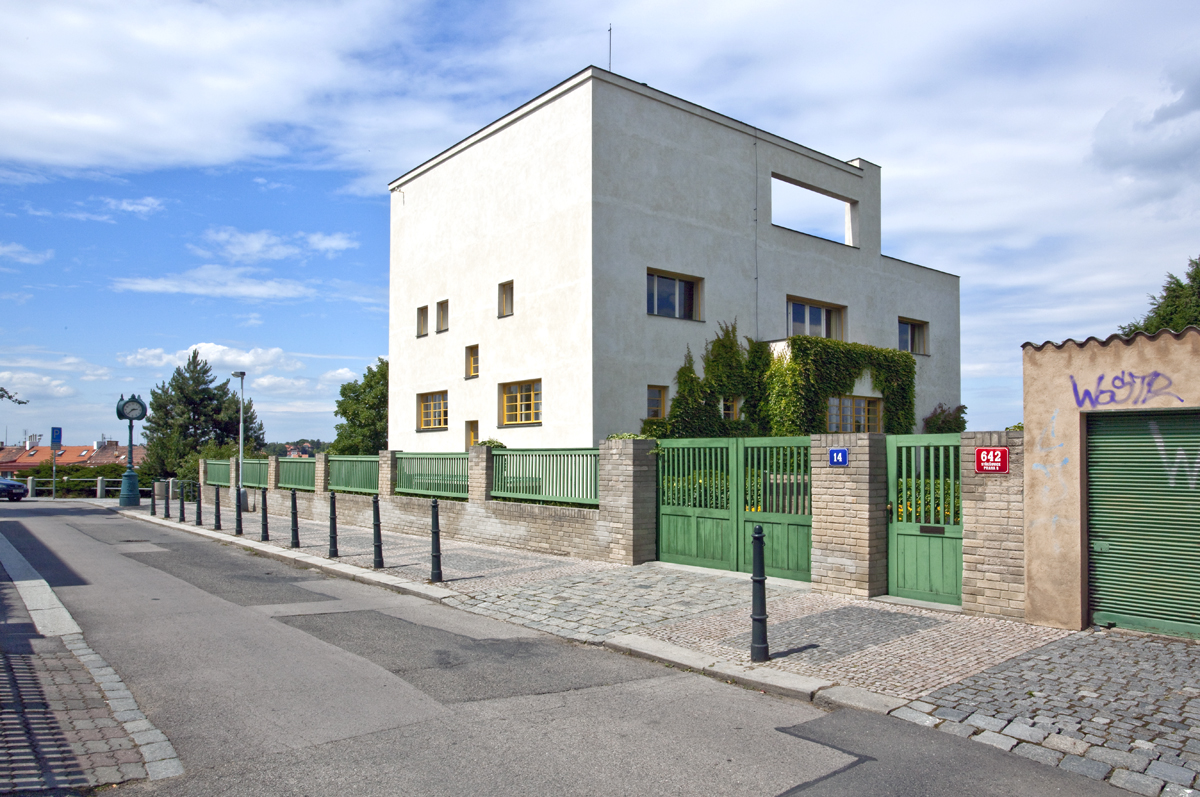
Villa Müller in Prag, Adolf Loos, 1930. Internationaler Stil, Funktionalismus.
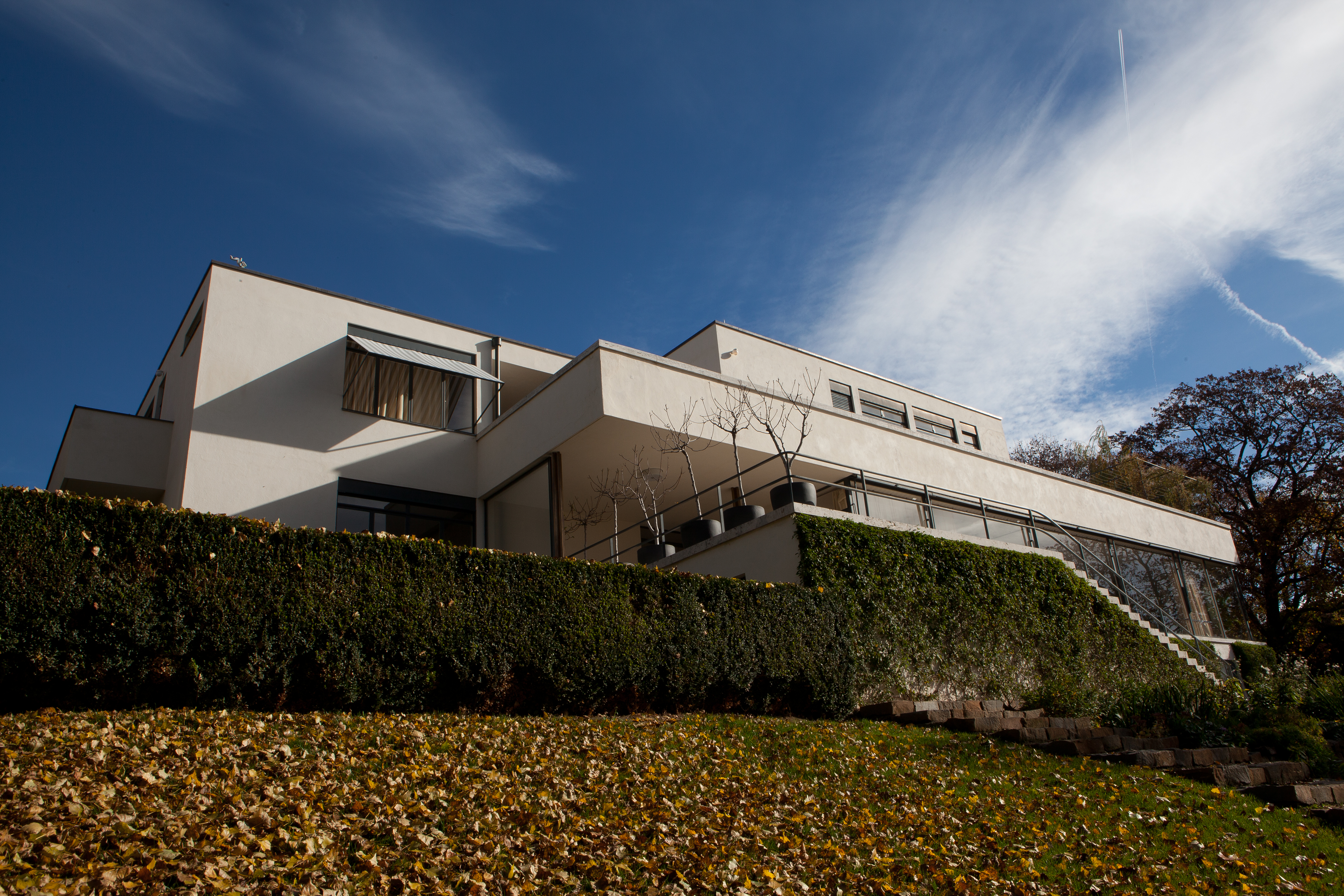
Villa Tugendhat, in Brünn, Ludwig Mies van der Rohe, 1930. Neue Sachlichkeit.
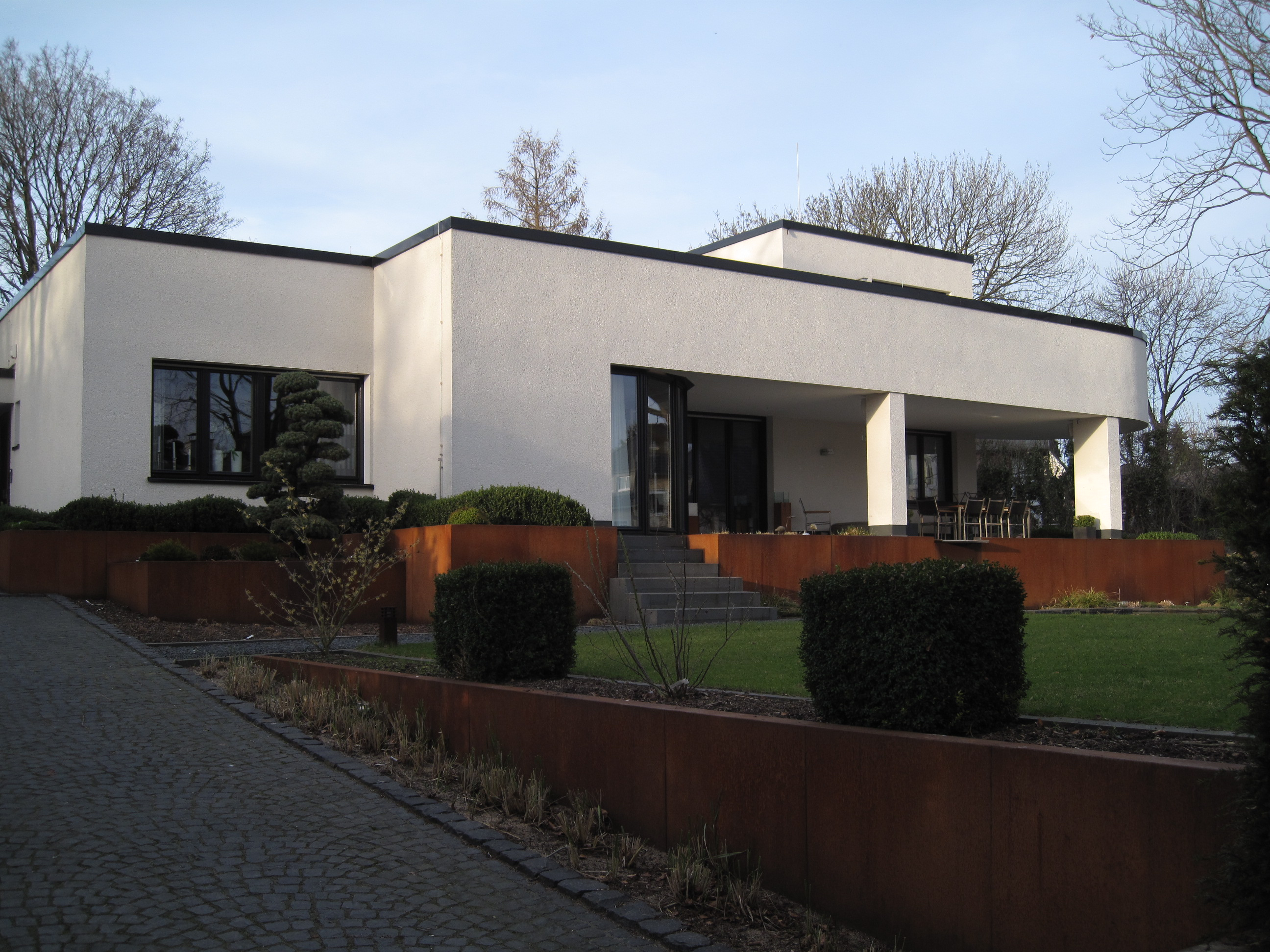
Villa Klute, in Iserlohn, Manfred Faber, 1930. Neue Sachlichkeit.
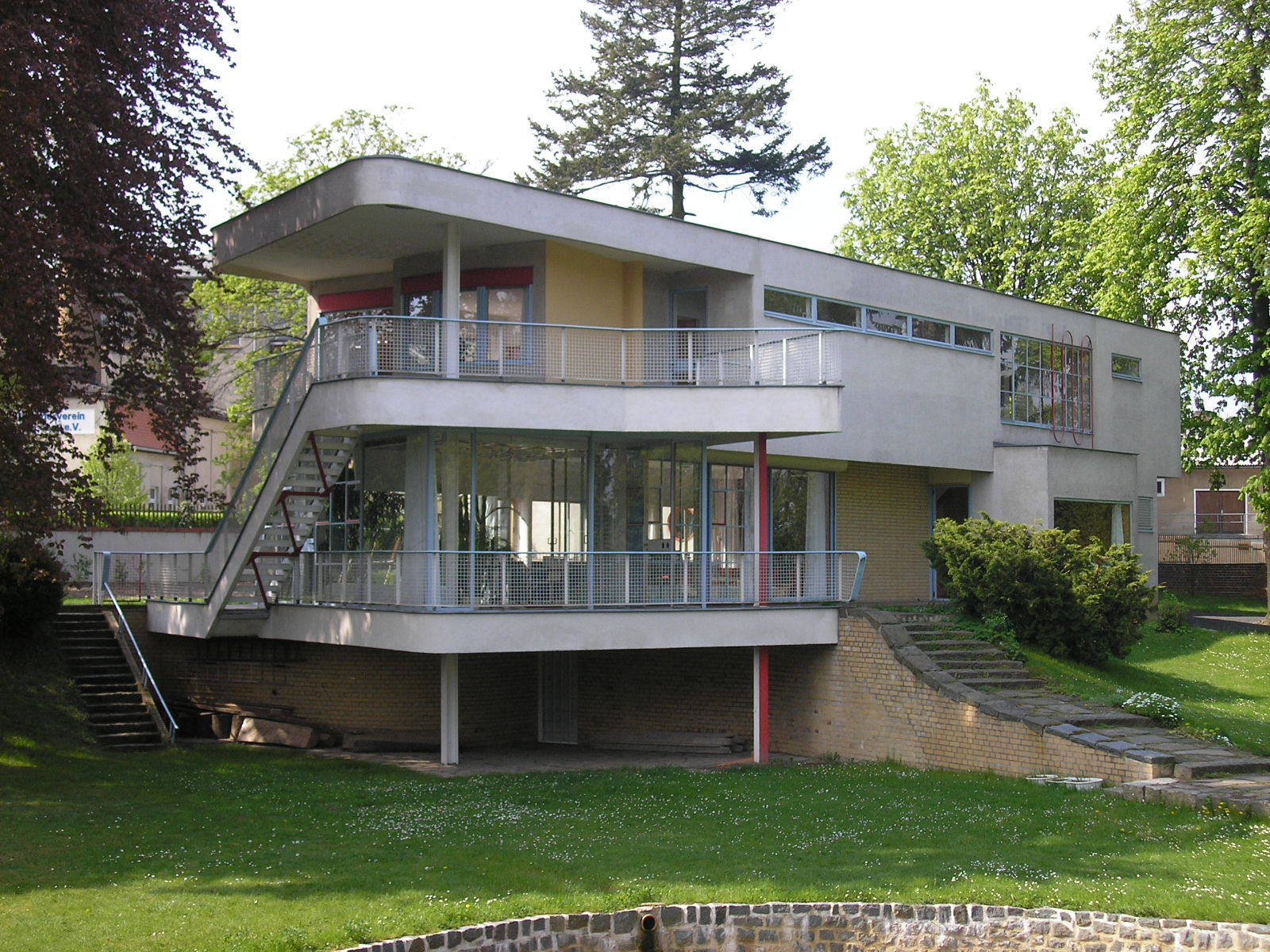
Haus Schminke in Löbau, Hans Scharoun, 1933. Organische Architektur.
Villa Riefenstahl in Berlin, Heinrich Wiepking-Jürgensmann, 1935/36. Traditionelle alpenländische Bauelemente waren in der NS-Zeit beliebt.
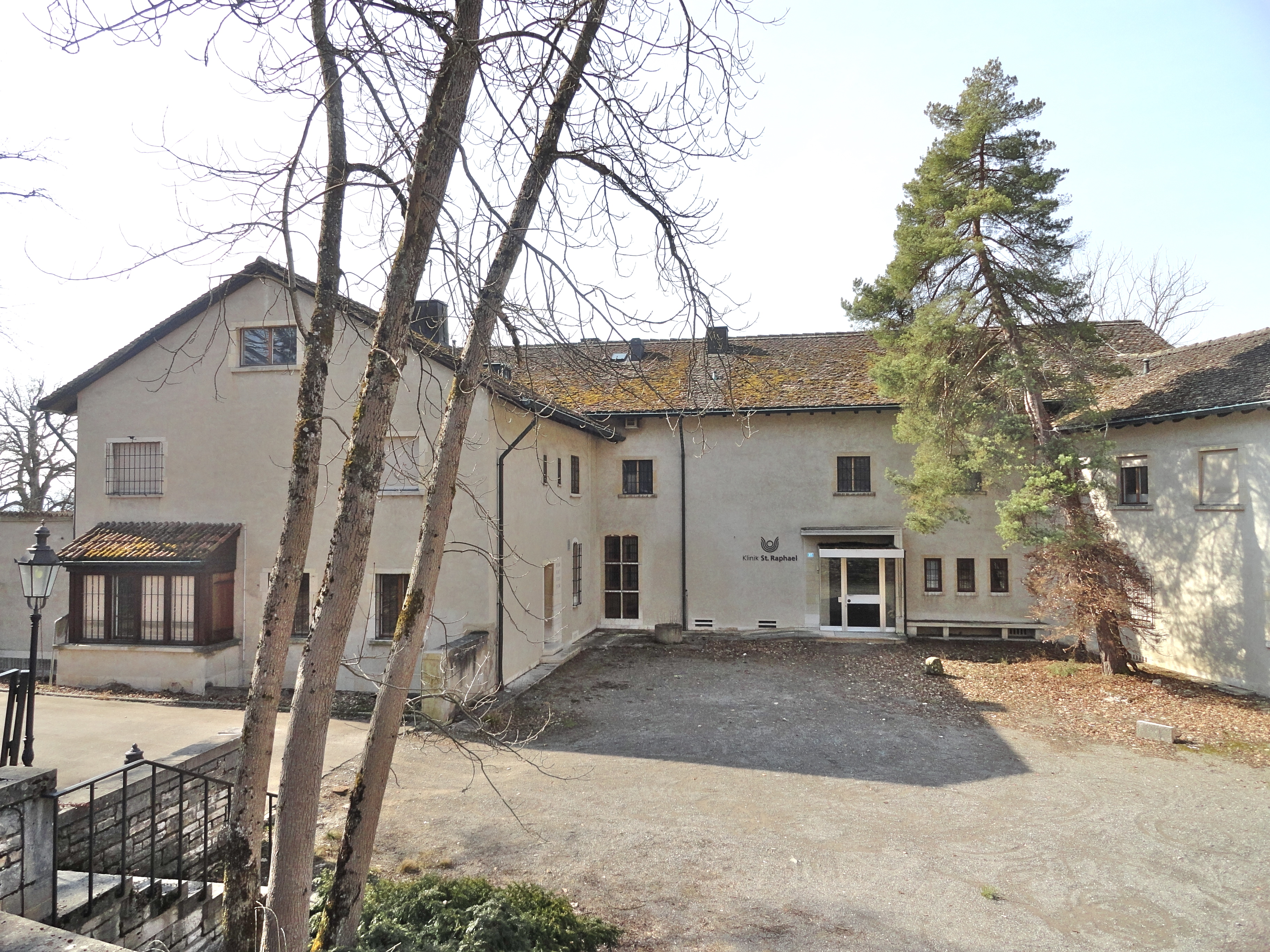
Villa Nager in Küsnacht, Gebrüder Pfister, 1937. Schweizer Ausprägung des Heimatstils („Landistil“).
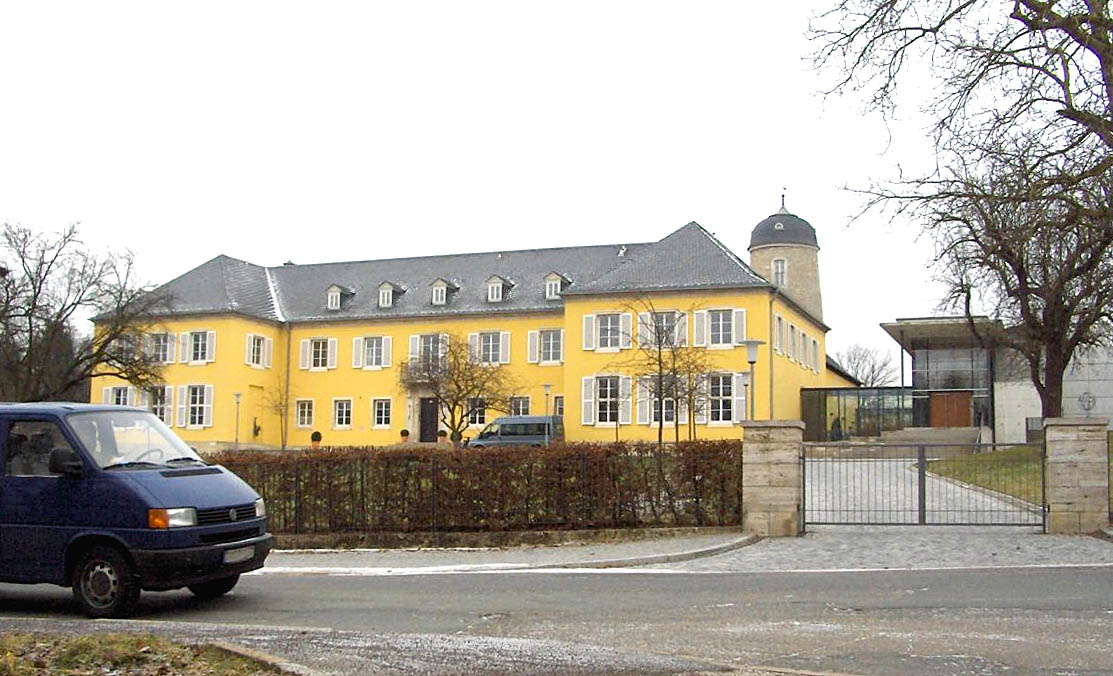
Villa Sauckel in Weimar, Hermann Giesler, 1938. Die Dienstvilla eines Gauleiters im traditionalistischen Stil der NS-Zeit.

## Nach dem Zweiten Weltkrieg
Als Bauform des repräsentativen Einfamilienhauses war nach dem Ende des Zweiten Weltkriegs der traditionalistische Heimatschutzstil üblich, dem in den 1960er Jahren in der westdeutschen Bundesrepublik der Bungalowstil folgte, oft ebenfalls als Villa bezeichnet. Die historisierende und malerische Villa spielte lange Zeit eine nur mehr untergeordnete Rolle. Beginnend mit der Wohnungsnot nach den Zerstörungen des Zweiten Weltkrieges wurden viele Villen in mehrere Wohneinheiten unterteilt, später setzte sich dies fort, weil wohlhabende Schichten Neubauten bevorzugten. In der BRD wurden die großen Grundstücke häufig geteilt und auf den abgetrennten Teilen Neubauten errichtet, viele Villen wurden auch zugunsten einer modernen Neubebauung ganz abgerissen. In der DDR überwog die Nutzung für andere Zwecke, zu Neubebauungen kam es hier meist nicht.

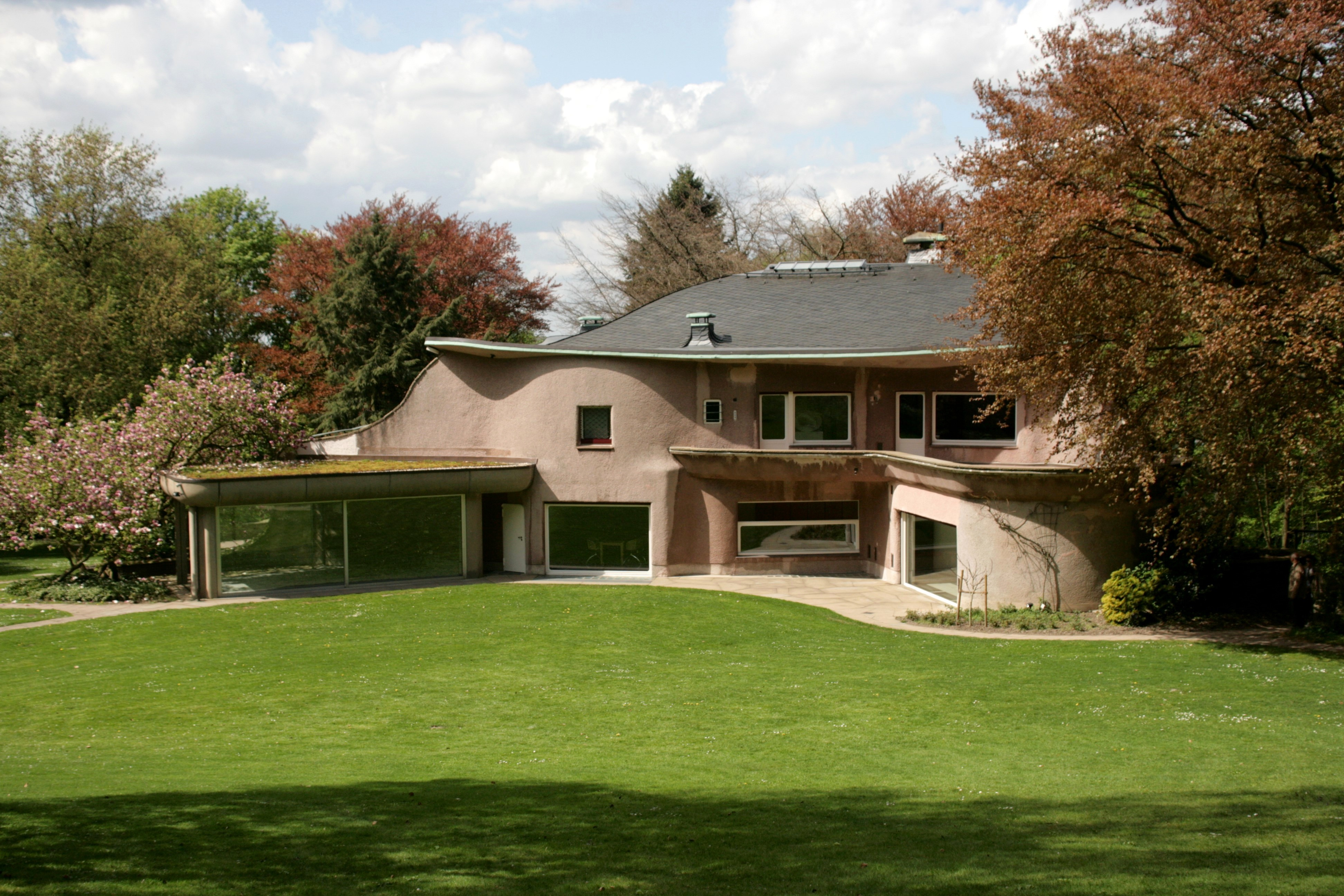
Villa Herberts, Organische Architektur, 1949
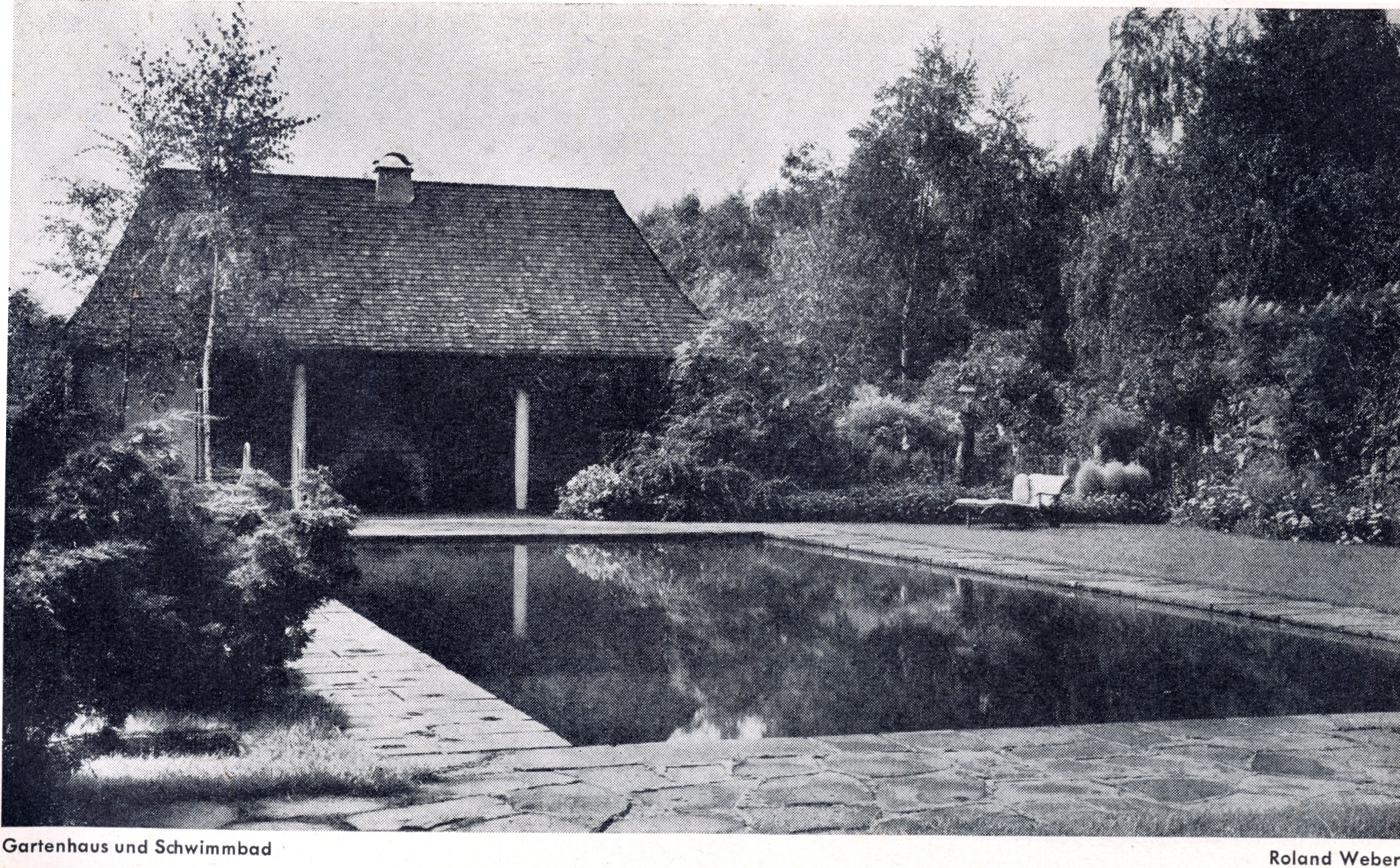
Haus Weber, Heimatschutzstil, 1951
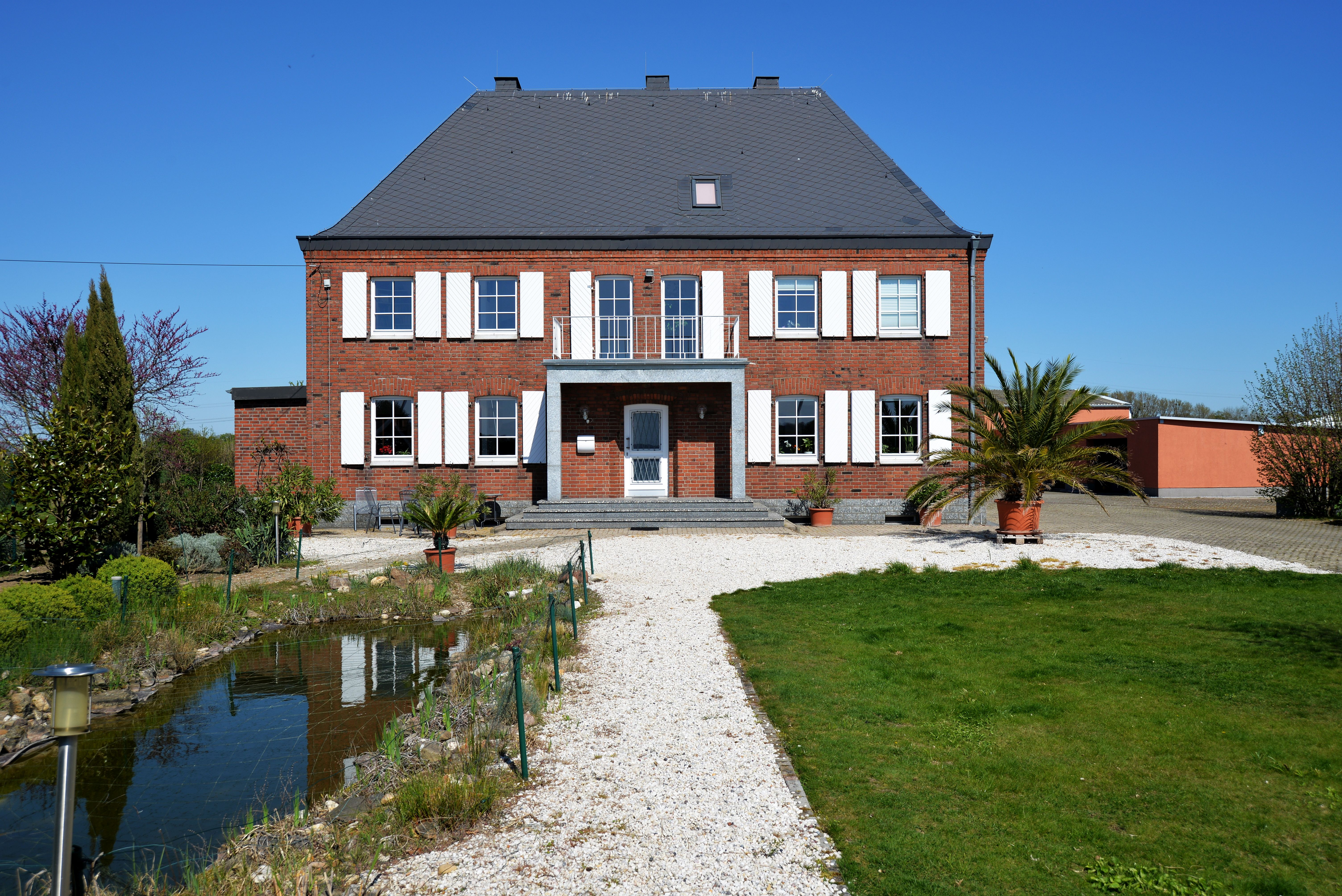
Haus Brühl, Heimatschutzarchitektur, 1948/49
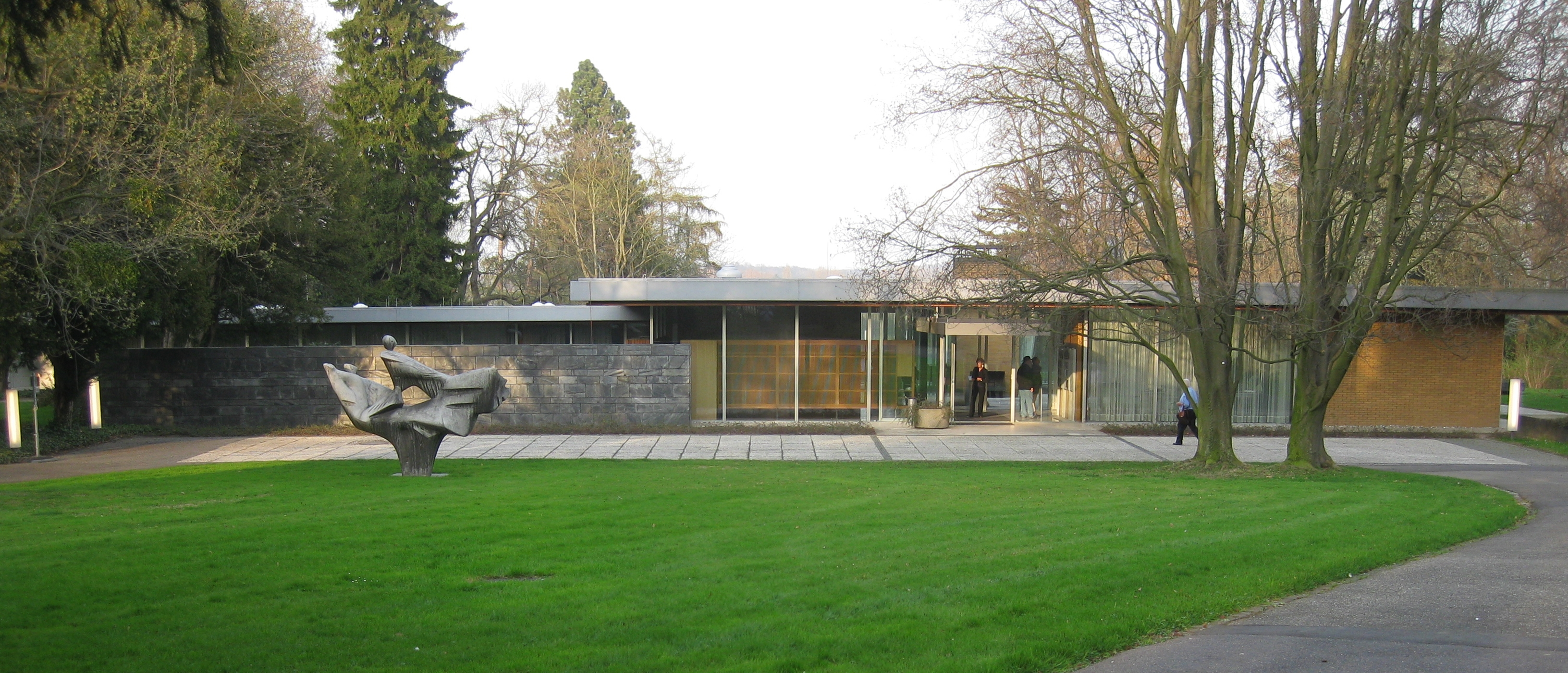
Westdeutscher Kanzlerbungalow, 1966

## Ausgehendes 20. Jahrhundert und Gegenwart
Erst mit der Wiederentdeckung der noch erhaltenen historischen Villen und dem daraufhin einsetzenden Renovierungsboom im vierten Viertel des 20. Jahrhunderts erlebte die Villa in Westdeutschland eine neue Blüte. An vielen Stellen wurden sogenannte Patriziervillen zu Geschäftshäusern von gutgehenden Kanzleien umgewidmet, entsprechend große Bauten wurden auch zu Museen umgebaut, wie etwa am Frankfurter Museumsufer.
Eine Beschleunigung erfuhr der Villen-Boom durch die seit der Wende auch für Westkapital wieder zugänglichen großen und vergleichsweise gut erhaltenen Villenviertel in Ostdeutschland, der Region mit den meisten und größten Villenkolonien. Die Villenviertel zum Beispiel in Dresden, aber auch in und um Berlin erfuhren nunmehr stetig steigende Nachfrage, es wurden erstmals auch wieder Großvillen für private Bauherren erstellt. Ein neueres Beispiel für Villenbau in klassizistischer Formensprache ist eine von Hans Kollhoff im Jahr 2000 erbaute Villa in Berlin-Grunewald. Dies betrifft jedoch fast ausschließlich wirtschaftlich prosperierende Regionen, in strukturschwachen Regionen sind alte Villen häufig dem Verfall ausgesetzt da finanzkräftige Bauherren fehlen.
In den Vereinigten Staaten hat seit etwa 1985 vor allem in vorstädtischen Lagen eine neue Bauform weite Verbreitung gefunden, das Millennium Mansion. Den Terminus hat 2013 die Architekturhistorikerin Virginia Savage McAlester geprägt. Charakteristisch für Millennium Mansions ist der Versuch, bei einem minimalen Aufwand von Kosten ein Maximum an Repräsentativität zu erzielen, was in vielen Fällen allerdings auf Kosten der architektonischen Qualität geschieht. Abwertend werden solche Häuser darum oft auch als „McMansions“ bezeichnet. Die Washingtoner Architekturkritikerin Kate Wagner widmet dieser Bauweise seit 2016 (mcmansionhell.com) ihre besondere Aufmerksamkeit.
Definierende architektonische Merkmale des Millennium Mansion sind eine freistehende Bauweise, Zwei- bis Dreigeschossigkeit, eine große Wohnfläche, komplexe, asymmetrische Grundrisse, komplexe Dächer mit großer Schräge, Dachgauben und tiefer liegenden Quergiebeln oder -walmen, eine hoch erscheinende Fassade mit Verkleidung aus mehreren verschiedenen Materialien, verschieden geformte und verschieden große Fenster. Der Gestaltung der Hauptfassade ist oft weitaus mehr Aufmerksamkeit gewidmet als den weniger sichtbaren Seiten. Üblich sind zwei bis drei ins Erdgeschoss integrierte Garagen mit Einfahrtstoren an der Gebäudeseite. Charakteristisch für das Hausinnere ist meist ein repräsentativer 1½- bis 2-geschossiger Eingangsbereich mit (oft bogenförmigen) Fensterelementen, die diese Höhe auch von außen ankündigen, ein offener Raumplan mit fließendem Übergang des Eingangsbereichs zum meist ebenfalls 1½- bis 2-geschossigen Hauptwohnbereich, an den sich weitere Wohnbereiche anschließen können, und zur offenen Küche. Die zum Teil als Suiten angelegten Schlafzimmer liegen, wie in den USA weithin üblich, in den Obergeschossen, die entweder vom Eingangsbereich oder vom Hauptwohnbereich her über eine repräsentative, meist mit einer Galerie abgeschlossenen Treppe zu erreichen sind.

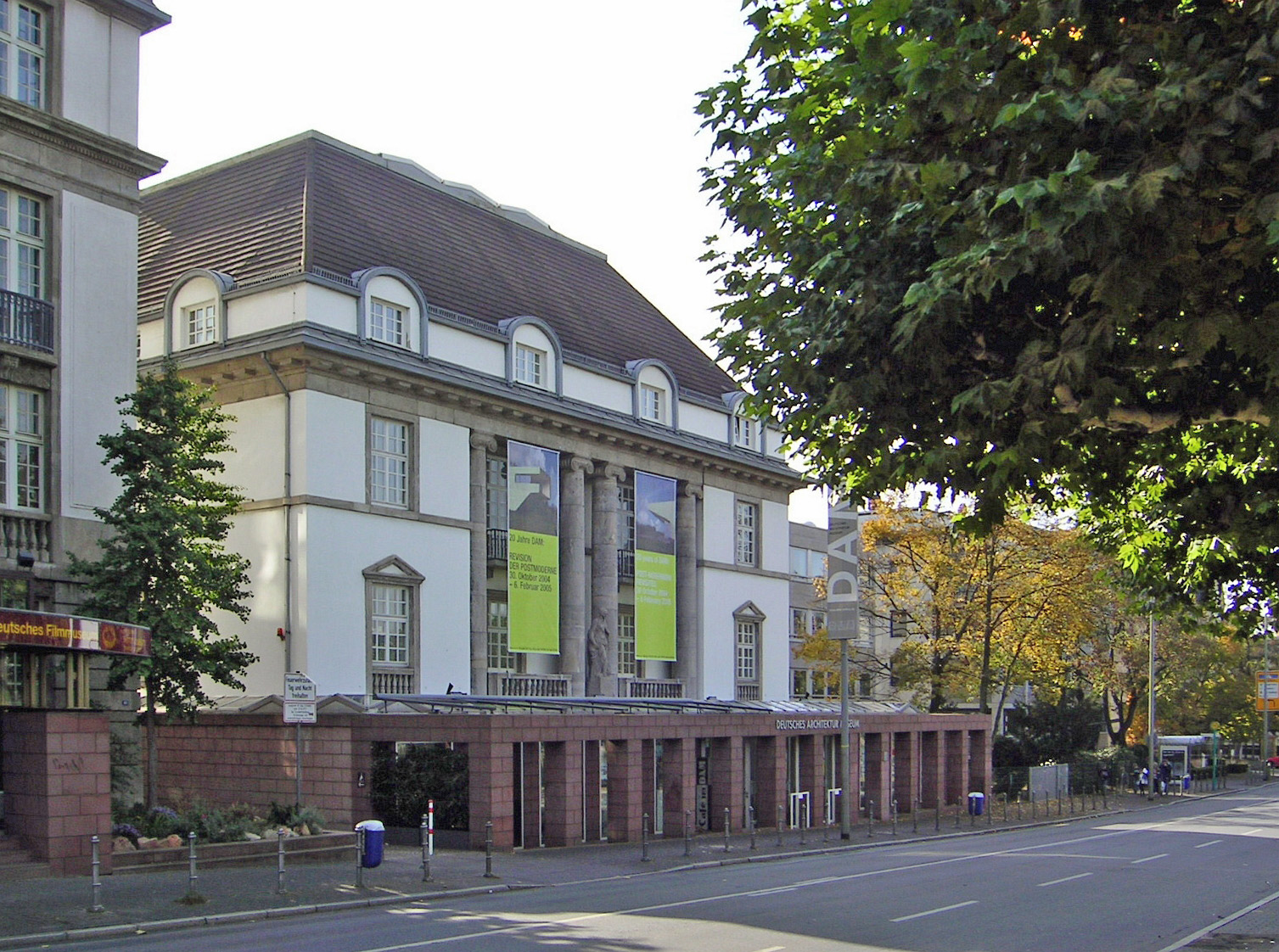
Deutsches Architekturmuseum in Frankfurt, Umbau einer Gründerzeitvilla durch Oswald Mathias Ungers, 1984
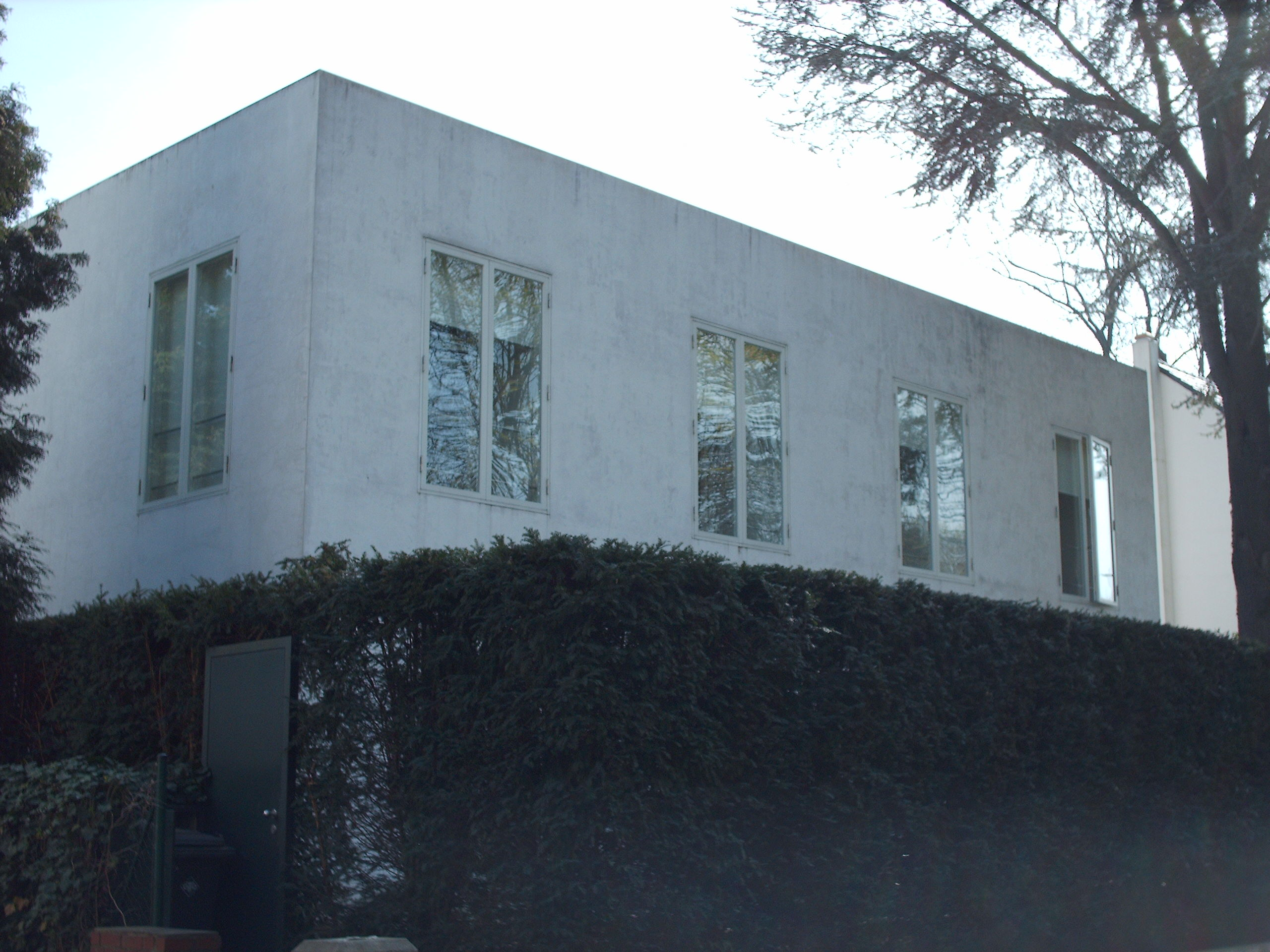
Haus ohne Eigenschaften von Ungers in Köln, 1995
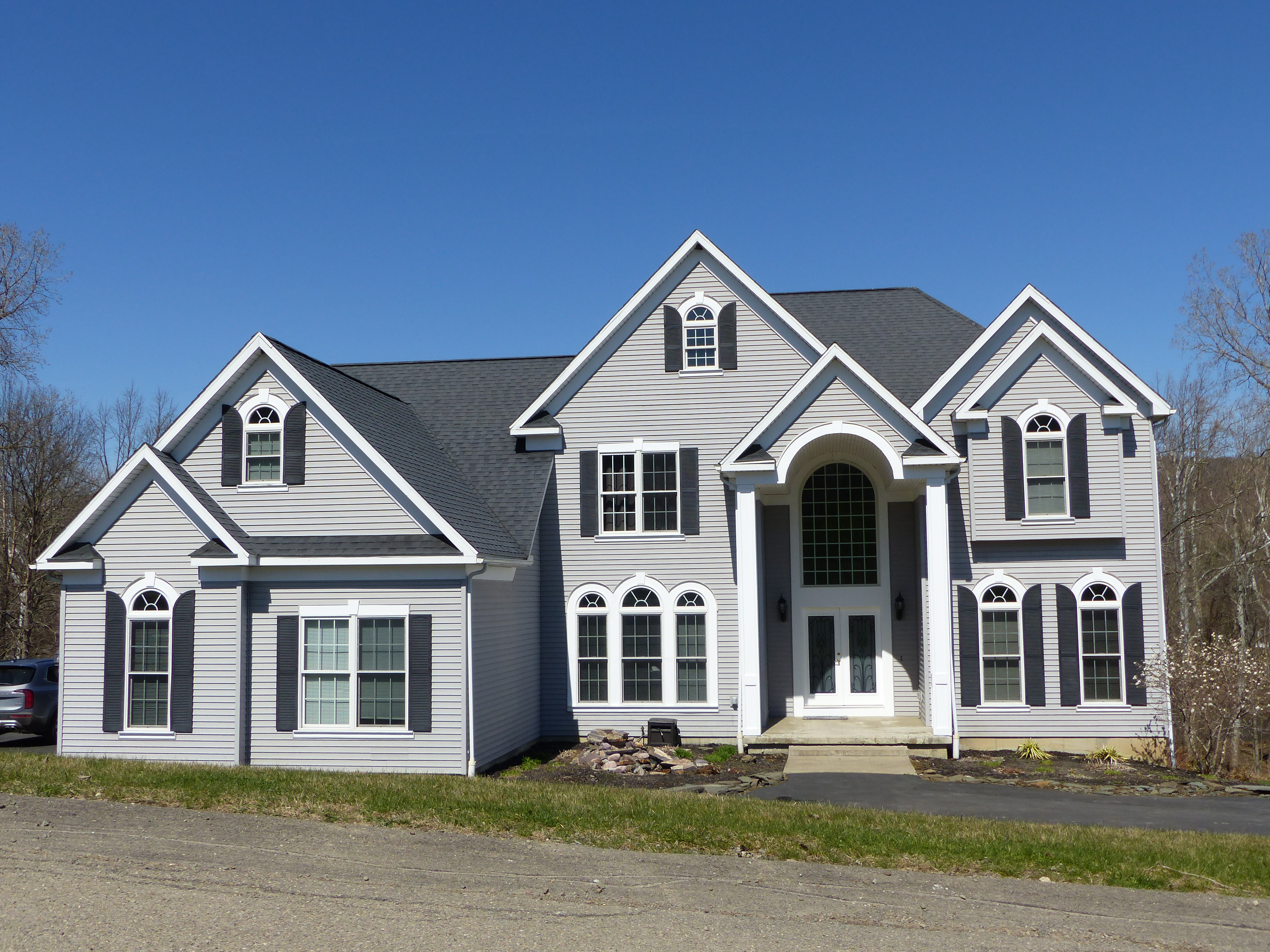
Ein Millennium Mansion in Upstate New York

### Allgemein
- Reinhard Bentmann, Michael Müller: Die Villa als Herrschaftsarchitektur. Versuch einer kunst- und sozialgeschichtlichen Analyse. Suhrkamp, Frankfurt am Main 1970; um einen Bildteil erweiterte Neuausgabe: Syndikat, Frankfurt am Main 1979, ISBN 3-8108-0097-X (Nachdruck: Europäische Verlagsanstalt, Frankfurt am Main 1992, ISBN 3-434-50009-X).
- Ernst Seidl (Hrsg.): Lexikon der Bautypen. Funktionen und Formen der Architektur. Durchgesehene und aktualisierte Ausgabe, Philipp Reclam jun., Stuttgart 2012, ISBN 978-3-15-018972-6.

### Epochen
Oberitalienische Villa
- Gerda Bödefeld und Berthold Hinz: Die Villen im Veneto. DuMont Verlag, Köln 1987, ISBN 3-7701-1838-3.
- Martin Kubelik: Zur typologischen Entwicklung der Quattrocento-Villa im Veneto. Süddeutscher Verlag, München, ISBN 3-7991-5989-4 (2 Bände, Dissertation an der RWTH Aachen 1976).
- Wolfram Prinz u. a.: Studien zu den Anfängen des oberitalienischen Villenbaus. Frankfurt am Main 1969.

19./20. Jahrhundert
- Wolfgang Brönner: Die bürgerliche Villa in Deutschland 1830–1890.
  - 1. Auflage: Schwann, Düsseldorf 1987, ISBN 978-3-491-29029-7.
  - 2. Auflage: Wernersche Verlagsgesellschaft, Worms 1994, ISBN 3-88462-109-2.
  - 3. Auflage: Wernersche Verlagsgesellschaft 2009, ISBN 978-3-88462-286-5.
- Johannes Martin Müller: Villen und Landhäuser im Vordertaunus: Eine Kulturlandschaft im Rhein-Main-Gebiet. Nünnerich-Asmus Verlag, Oppenheim 2022, ISBN 978-3-96176-176-0.
- Reinhard Dauber: Aachener Villenarchitektur. Die Villa als Bauaufgabe des 19. und frühen 20. Jahrhunderts. Aurel Bongers, Recklinghausen 1985, ISBN 3-7647-0371-7.
- Alexander Kierdorf: Industriellenwohnsitze im Ruhrgebiet 1900–1914. Dissertation, Universität zu Köln 1996.
- Bettina Nezval: Villen der Kaiserzeit. Sommerresidenzen in Baden bei Wien. Wien 1993, ISBN 978-3-902447-42-5.
- Anna Pixner Pertoll: Ins Licht gebaut. Die Meraner Villen 1870–1914. Meran 2009, ISBN 978-88-7283-355-1.
- Wolfgang Richter, Jürgen Zänker: Der Bürgertraum vom Adelsschloss. Aristokratische Bauformen im 19. und 20. Jahrhundert. Rowohlt Verlag, Reinbek 1988, ISBN 3-498-05712-X.
- Gebr. R. Völkel: Moderne Villen in Meisteraquarellen. Serie I. (um 1900).

Moderne
- Holger Reiners: Die Villa. Deutsche Verlags-Anstalt, Stuttgart 2006, ISBN 978-3-421-03523-3 (Übersicht über spektakuläre Villenneubauten seit etwa 2000).